# Berlin
Berlin – stolica, największe miasto Niemiec i zarazem kraj związkowy. Zajmuje powierzchnię ok. 891,70 km² i zamieszkuje go 3 878 100 osób (31 grudnia 2023). Jest największym miastem w Unii Europejskiej pod względem liczby mieszkańców w granicach administracyjnych.
Berlin jest podzielony na dwanaście okręgów administracyjnych (Bezirk). Przez przestrzeń miejską przepływają m.in. rzeki Sprewa i Hawela, a ponadto znajduje się wiele jezior i zatok, w tym największe Müggelsee.
Pierwsza wzmianka o mieście pochodzi z 1237 r. Berlin pełnił rolę historycznej stolicy Brandenburgii, Królestwa Prus, Związku Północnoniemieckiego, Cesarstwa Niemieckiego, Republiki Weimarskiej i III Rzeszy. Po 1945 wschodnia część miasta była stolicą Niemieckiej Republiki Demokratycznej (Berlin, Hauptstadt der DDR), natomiast pozostała tworzyła Berlin Zachodni – otoczoną murem (okres 1961–1989) enklawę na terenie NRD. Po zjednoczeniu Niemiec (1990) Berlin został stolicą całych Niemiec. Berlin jest siedzibą Prezydenta RFN (od 1994), Kanclerza RFN (od 2001), Bundestagu (od 1999) i Bundesratu (od 2000).
Berlin jest jedną z ważniejszych w Europie metropolii globalnych, ponadto ważnym węzłem komunikacyjnym Niemiec i Europy, zarówno kolejowym, lotniczym i drogowym. Ważny ośrodek naukowy, kulturalny i artystyczny (m.in. Europejska Akademia Filmowa i Museumsinsel).

## Toponimia
Językoznawcy wywodzą nazwę Berlin od prasłowiańskiego *brl, oznaczającego bagno lub moczary, i podają znaczenie nazwy jako miasto na bagnach. Według hipotezy Reinholda Trautmanna Berlin jest zniekształconą nazwą Bralin (za czym przemawia m.in. zapis w dokumencie z 1215 r. nazwy miejscowości jako Braline) i pochodzi od nazwy osobowej Bral, czyli skróconej formy słowiańskiego imienia złożonego Bratosław.

## Geografia
Berlin leży we wschodniej części Niemiec. Miasto znajduje się między płaskowyżami Barnim i Teltow. Leży około 90 km od granicy z Polską.
Największa długość miasta w kierunku wschodnio-zachodnim wynosi około 45 km, największa długość w kierunku północno-południowym wynosi około 38 km. Najwyższe wzniesienie ma wysokość 115,4 m n.p.m., natomiast najniższy punkt leży na wysokości 34 m n.p.m.

### Wody
Miasto położone jest nad rzekami Sprewą i Hawelą oraz ich dopływami. Sprewa w dzielnicy Spandau wpada do Haweli, prawego dopływu Łaby. Berlińskie dopływy Sprewy to Panke, Dahme, Wuhle i Erpe. Hawela płynie przez miasto korytem polodowcowym przypominającym jeziora. Bocznymi odnogami Haweli są jeziora Tegeler See i Große Wansee. Do Haweli wpływają strumienie: Tegeler Fließ oraz Bäke. Największym jeziorem na terenie miasta jest jezioro Große Müggelsee położone w dzielnicy Treptow-Köpenick. Obszar wód chronionych w mieście to 212 km², co stanowi prawie jedną czwartą całkowitej powierzchni miasta.

### Klimat

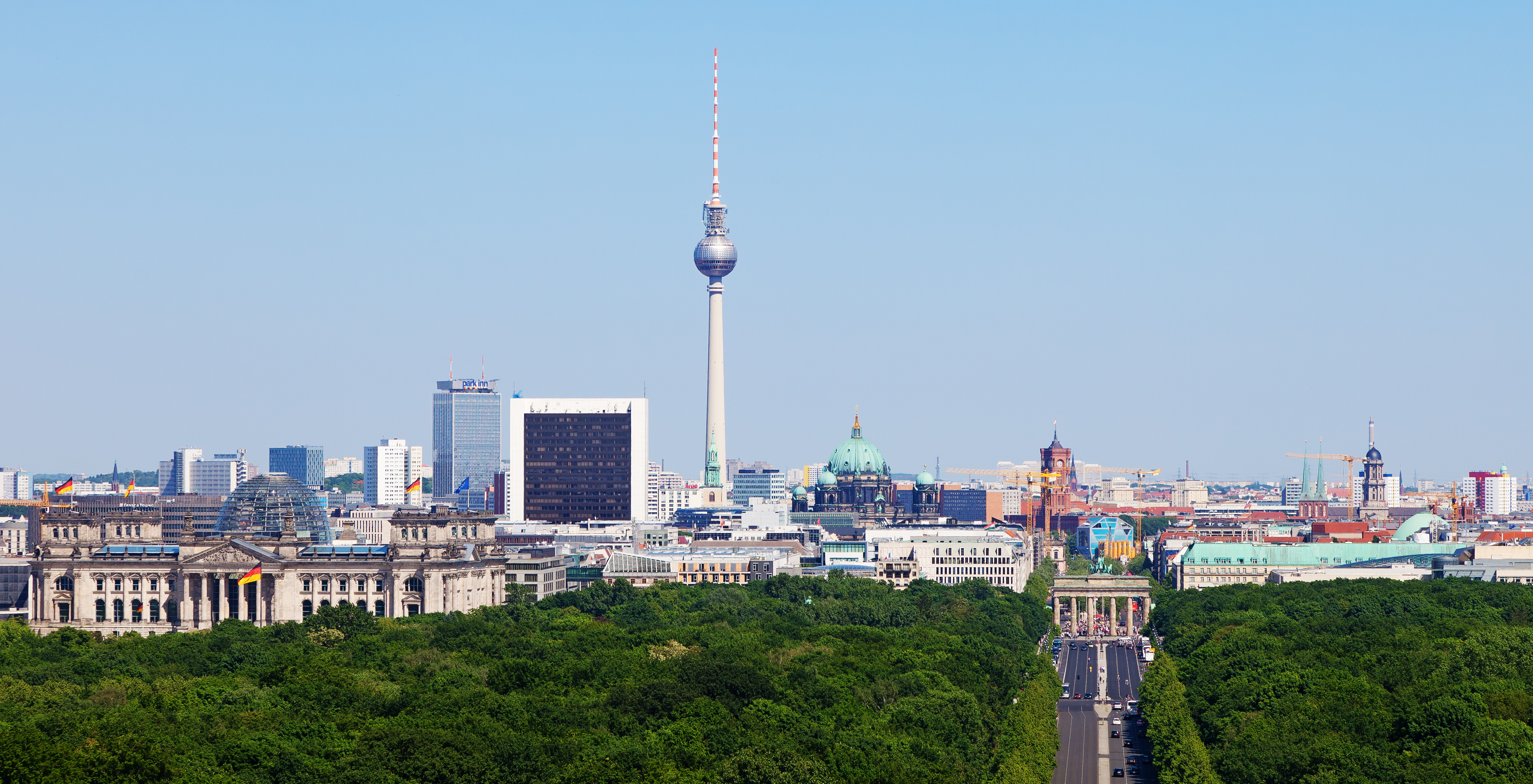
Okręg administracyjny Mitte

Miasto znajduje się w umiarkowanej strefie klimatycznej. Przeciętna temperatura roczna wynosi +9,1 °C, średnia roczna ilość opadów wynosi 581 mm. Najcieplejszymi miesiącami są lipiec (+14,3 °C) i sierpień (+14,1 °C), a najzimniejszy jest styczeń (–1,9 °C) i luty (–1,5 °C). Dokładną statystykę zawiera poniższa tabela:
| Miesiąc     | Średnia minimalna temperatura | Średnia maksymalna temperatura | Ilość opadów | Dni deszczowe |
| ----------- | ----------------------------- | ------------------------------ | ------------ | ------------- |
| Styczeń     | –1,9 °C                       | 2,9 °C                         | 42,3 mm      | 10            |
| Luty        | –1,5 °C                       | 4,2 °C                         | 33,3 mm      | 8,0           |
| Marzec      | 1,3 °C                        | 11 °C                          | 40,5 mm      | 9,1           |
| Kwiecień    | 4,2 °C                        | 13,2 °C                        | 37,1 mm      | 7,8           |
| Maj         | 9,0 °C                        | 18,9 °C                        | 53,8 mm      | 8,9           |
| Czerwiec    | 12,3 °C                       | 21,6 °C                        | 68,7 mm      | 9,8           |
| Lipiec      | 14,3 °C                       | 23,7 °C                        | 55,5 mm      | 8,4           |
| Sierpień    | 14,1 °C                       | 23,6 °C                        | 58,2 mm      | 7,9           |
| Wrzesień    | 10,6 °C                       | 18,8 °C                        | 45,1 mm      | 7,8           |
| Październik | 6,4 °C                        | 13,4 °C                        | 37,3 mm      | 7,6           |
| Listopad    | 2,2 °C                        | 7,1 °C                         | 43,6 mm      | 9,6           |
| Grudzień    | –0,4 °C                       | 4,4 °C                         | 55,3 mm      | 11,4          |

## Historia

### Najstarsze osadnictwo i pierwsze grody
Około 120 r. p.n.e. wzdłuż Sprewy musiały wędrować plemiona Cymbrów, Teutonów i Ambronów, podążających następnie przez dzisiejsze Czechy i Węgry do Italii i Galii.
U progu nowej ery obszar ten był zamieszkały przez plemiona zwane Varni i Semnones. Mogli stać się oni później częścią związku zwanego Alamanami. W połowie V w. n.e. mieszkali tam Swebowie (czyli późniejsi Szwabowie, którzy przenieśli się na obszar dzisiejszej Badenii-Wirtembergii).

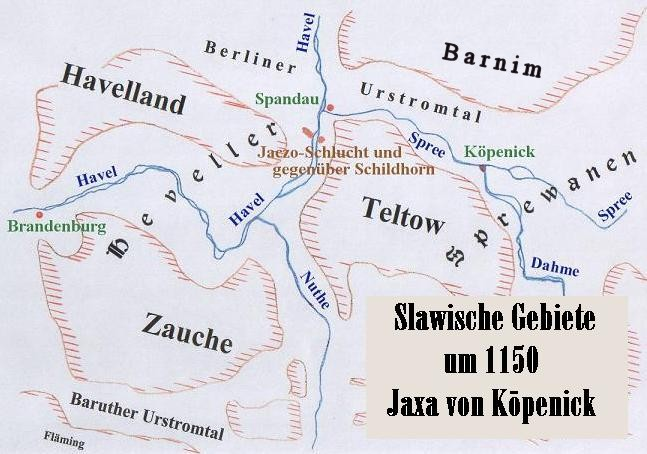
Osadnictwo słowiańskie w okolicach dzisiejszego Berlina ok. 1150 roku

Przemieszczali się i osiedlali także Sasi na obszarze między Sprewą i Odrą. Następnie pojawili się tam słowiańscy Lucice. Sprewianie założyli tam gród Kopanica, który później stał się dzielnicą Berlina – Köpenick. Nie wiemy, czy zepchnęli oni wszystkich mieszkańców na zachód, czy osiedlali się obok tych, którzy zdecydowali się nie wędrować, tylko pozostać na ziemi.
Gdy na teren dzisiejszego Berlina dotarli wojowie Karola Wielkiego, zamieszkiwany był on przez zachodniosłowiański związek plemienny określający się jako Hawelanie.
W okresie następnym obszar ten ze względu na dobre połączenia rzeczne był infiltrowany przez wikingów.
W pierwszej połowie XII wieku do okolic dzisiejszego Berlina granicę polskich wpływów przesunął książę Polski Bolesław III Krzywousty. Jeszcze w XII wieku istniało na tym obszarze słowiańskie Księstwo Kopanickie, które w latach 50. XII wieku było lennem Polski. Jego stolicą była Kopanica – Köpenick, od 1920 dzielnica Berlina.

### Panowanie brandenburskie

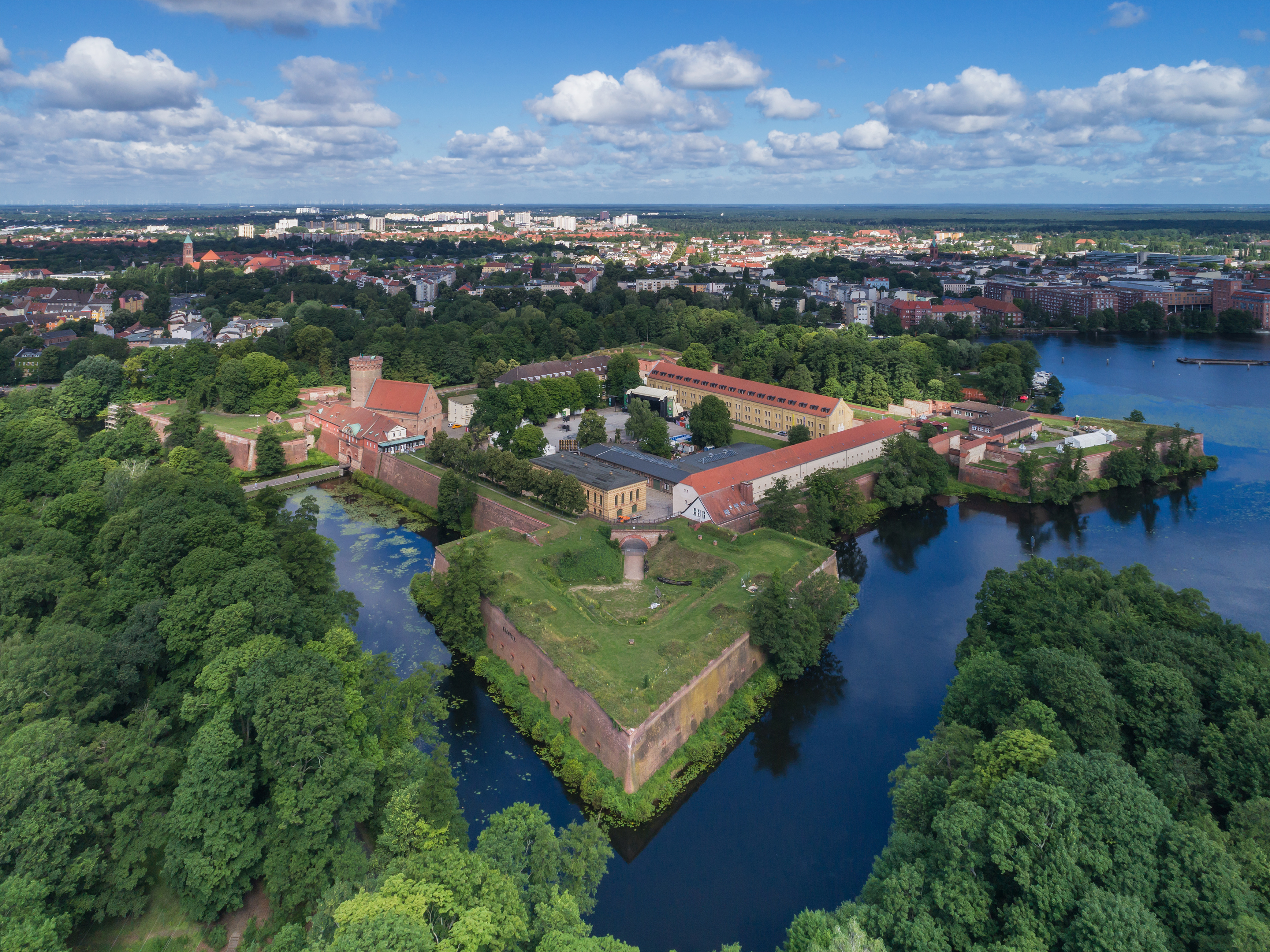
Cytadela Spandau 1559–94

Najwcześniej w drugiej połowie XII wieku obszar znalazł się w granicach Marchii Brandenburskiej, rządzonej przez Albrechta Niedźwiedzia. Około 1200 r. był już poddany pełnej kolonizacji niemieckiej, głównie z Saksonii oraz terenów dzisiejszej Holandii.
Miasto Cölln (słowiańskie Kolno), położona na wyspie na Sprewie część podwójnego osiedla Berlin-Cölln, zostało po raz pierwszy wspomniane w 1237 r., zaś Berlin, położony na prawym (północnym) brzegu rzeki, w 1244. Przez Berlin-Cölln przebiegała trasa Via Imperii, łącząca Szczecin z Rzymem. W 1307 r. zbudowano wspólny ratusz dla obu miast.
W latach 1373–1415 wraz z Marchią Brandenburską (unia personalna z Krajami Korony Czeskiej w latach 1373–1378) miejscowość znajdowała się we władaniu dynastii Luksemburgów. W 1380 r. pożar zniszczył centrum miasta. Dwa lata po objęciu Marchii przez Hohenzollernów przeniesiono stolicę z Brandenburga nad Havelą do Berlina.

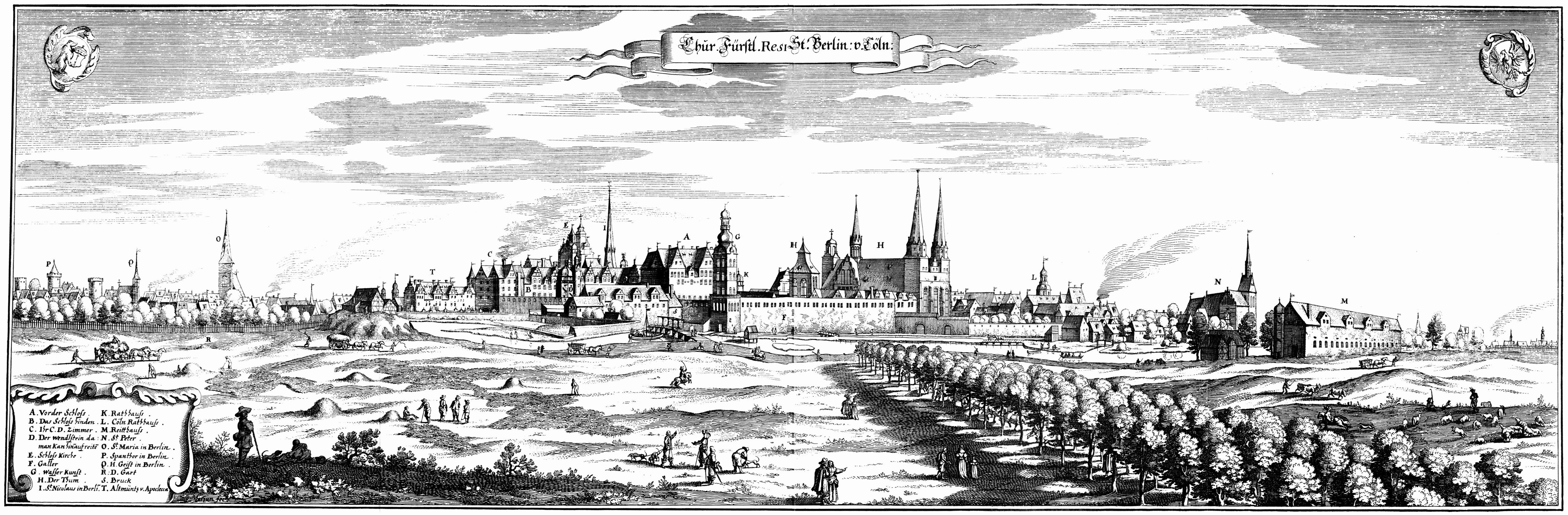
Berlin w XVII wieku

W latach 1443–1451 wzniesiono zamek. Od 1451 r. Berlin był rezydencją brandenburskich margrabiów i elektorów. W trakcie wojny pomiędzy Brandenburgią a śląskim księstwem głogowskim w 1477 lub 1478 r. pod Berlin dotarł najazd piastowskiego księcia głogowsko-żagańskiego Jana II Szalonego. W XVII wieku Berlin został rozbudowany o kilka przedmieść. W pierwszej połowie XVII w. miasto odwiedził późniejszy król Polski, Jan Sobieski. Wojna trzydziestoletnia (1618–1648) spowodowała zmniejszenie liczby mieszkańców z 14 000 do 8000 osób. W 1650 rozpoczęto budowę Twierdzy Berlin. W 1685 r. elektor Fryderyk Wilhelm I zezwolił na osiedlanie się w Brandenburgii francuskim hugenotom. Imigracja Francuzów odbywała się czterema falami: w latach 1686/87, 1695, 1697/98 i 1700. W 1700 roku Francuzi stanowili już ok. 30% populacji miasta. Inni imigranci przybywali m.in. z Polski i Monarchii Habsburgów. W 1688 r. pięć sąsiadujących ze sobą miast zostało połączonych, tworząc Wielki Berlin liczący 56 000 mieszkańców (w tym 20 000 pierwotnego Berlina).

### Stolica Królestwa Prus

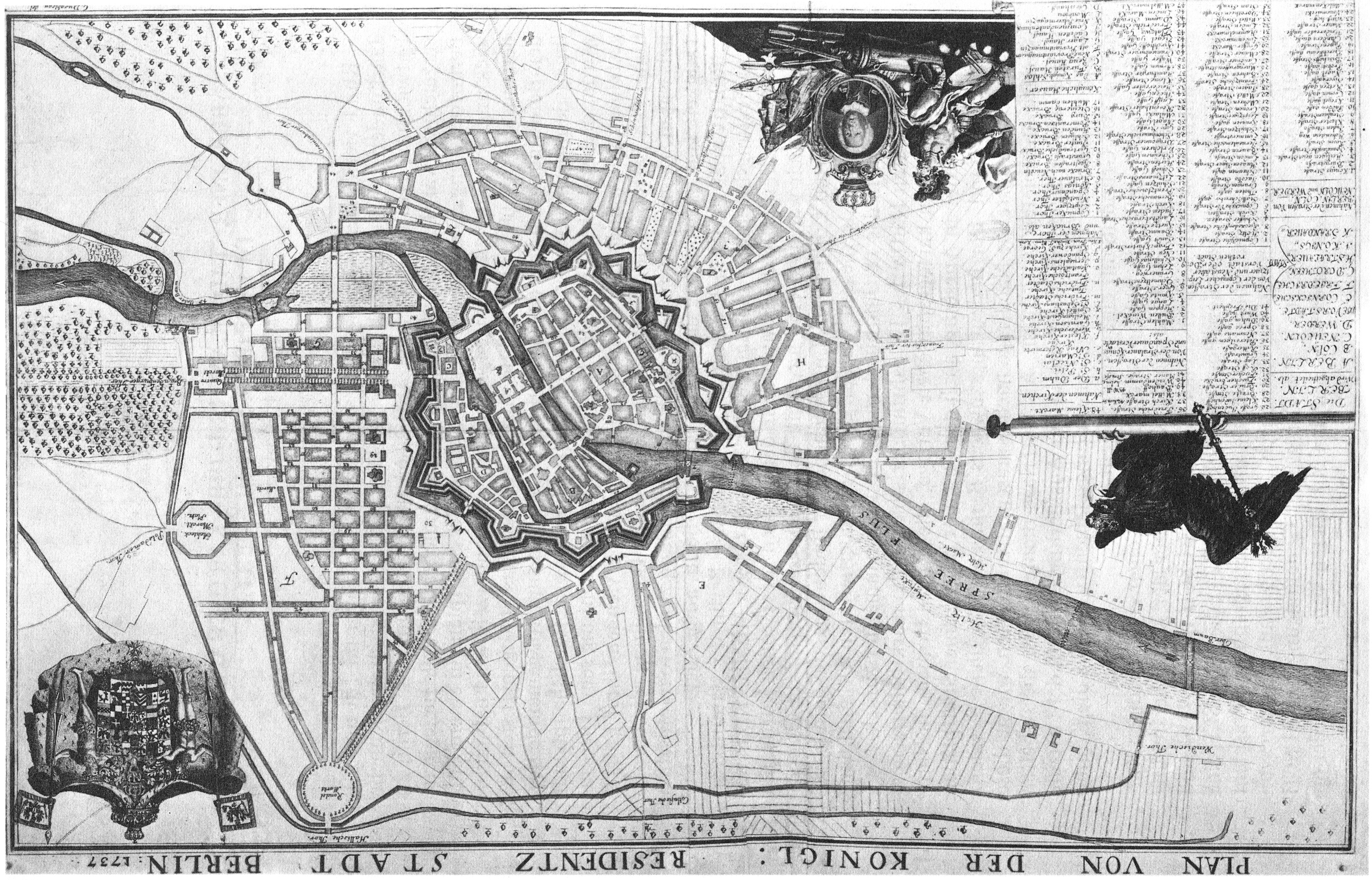
Berlin w 1737 r.

W 1701 r. Berlin został stolicą nowo utworzonego Królestwa Prus. W latach 1701–1705 hugenoci wybudowali Katedrę Francuską. W 1708 r. wzniesiono Katedrę Niemiecką. W 1709 r. zjednoczono miasta i gminy Berlin, Cölln, Friedrichswerder, Dorotheenstadt i Friedrichstadt w jedno miasto Berlin. Wkrótce powstały dalsze przedmieścia. W 1742 r. otwarto Królewski Teatr Dworski. W połowie wieku miasto liczyło ponad 100 000 mieszkańców. W 1760 r. Berlin był przez kilka dni okupowany przez wojska rosyjskie. W latach 1747–1773 w protestanckim Berlinie wybudowano katolicki kościół św. Jadwigi. W 1774 r. świątynię konsekrował Ignacy Krasicki, który został w niej pochowany w 1801 r. W latach 1788–1791 wzniesiono Bramę Brandenburską, będącą obecnie jednym z symboli miasta. W 1800 r. Berlin był największym miastem (co najmniej 170 000 mieszkańców) krajów niemieckich po Wiedniu. W 1806 r. został zajęty przez armię Napoleona. W latach 1816–1821 stolica rejencji berlińskiej w prowincji Brandenburgia, a w latach 1822–1875 rejencji poczdamskiej w tej samej prowincji.
W XIX wieku w Berlinie funkcjonowały rozmaite organizacje polskie: w 1818 r. powstały studencki Związek Przyjacielski oraz Stowarzyszenie Polskie, w 1819 – Związek Polski, w 1869 – Towarzystwo Naukowe Akademików Polskich w Berlinie. W latach 1837–1840 w Berlinie nauki u Carla Friedricha Rungenhagena pobierał Stanisław Moniuszko. W 1847 r. miał tu miejsce tzw. proces berliński przeciwko 254 Polakom, oskarżonym o przygotowanie powstania wielkopolskiego z 1846 r. W kolejnym roku miastem wstrząsnęły niemieckie wystąpienia rewolucyjne. W 1861 r. obszar miasta został ponownie rozszerzony, gdy włączono miejscowości Wedding, Moabit oraz przedmieścia po stronie Tempelhofu i Schönebergu. W 1863 r. w więzieniu Moabit za pomoc powstańcom styczniowym byli więzieni Wojciech Kętrzyński i Maksymilian Jackowski. W 1864 r. w Berlinie odbył się kolejny proces berliński, tym razem przeciwko 149 osobom, związanym z powstaniem styczniowym.

### W granicach Niemiec

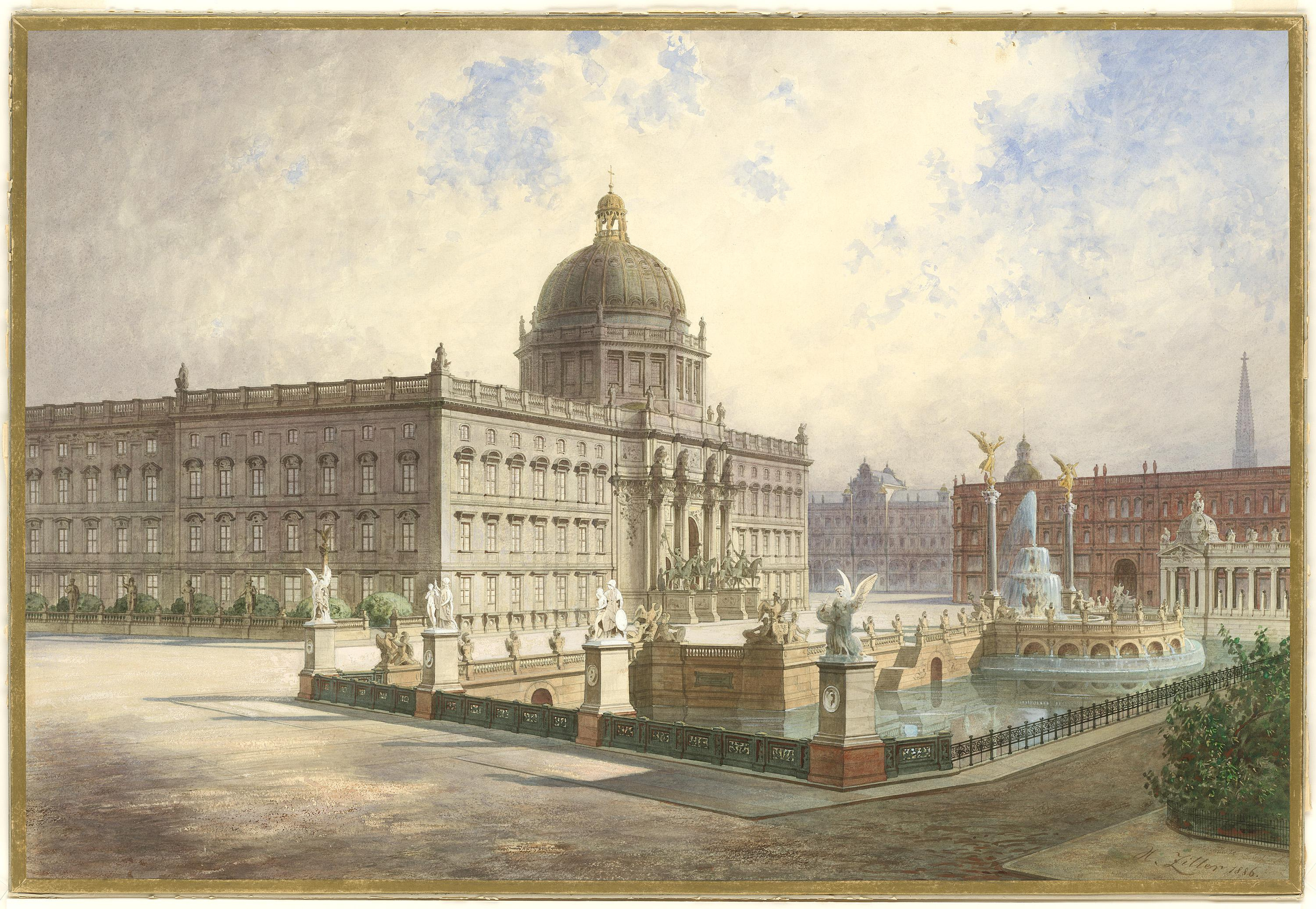
Zamek w Berlinie, 1886

W 1871 r. miasto zostało stolicą zjednoczonych Niemiec – jako cesarstwa. Stołeczną funkcję zachował do dziś, będąc następnie stolicą Republiki Weimarskiej, III Rzeszy, Niemieckiej Republiki Demokratycznej oraz Republiki Federalnej Niemiec. Po 1874 r., po śmierci hrabiego Atanazego Raczyńskiego, niemiecki rząd zakupił Pałac Raczyńskich, w latach 1884–1894 wznosząc w jego miejscu gmach parlamentu. W 1875 r. w dawnym Pałacu Radziwiłłów umieszczono Kancelarię Rzeszy.
Na przełomie XIX i XX wieku Berlin był znaczącym ośrodkiem polskiej prasy, kultury, sportu i nauki. Tu mieszkali i tworzyli m.in. malarz Wojciech Kossak, pisarz Stanisław Przybyszewski, kompozytorzy Feliks Nowowiejski, Mieczysław Karłowicz i Leopold Godowski. W 1891 roku w Berlinie powstała Gazeta Robotnicza, a w 1897 Dziennik Berliński. W 1895 r. powstało Polskie Towarzystwo Szkolne „Oświata”. W Berlinie została założona w 1905 r. przez Grzegorza Fitelberga, Ludomira Różyckiego i Apolinarego Szeluty, a następnie miała siedzibę Spółka Nakładowa Młodych Kompozytorów Polskich. W 1911 r. założono Polski Klub Sportowy Berlin, rozwiązany przez niemieckie władze w 1939 r. i reaktywowany w Berlinie Wschodnim w latach 1948–1951.
Po I wojnie światowej w 1918 r. ogłoszono w Berlinie republikę. W 1920 r. na podstawie tzw. Ustawy o Dużym Berlinie ponownie znacznie rozszerzono obszar miasta, przyłączając kilka miast i kilkadziesiąt wsi. Berlin osiągnął wówczas około 4 mln mieszkańców.
27 sierpnia 1922 do sądu w Berlinie wpłynął wniosek o rejestrację Związku Polaków w Niemczech. 3 grudnia 1922 sąd zatwierdził statut i odbyło się pierwsze Walne Zebranie Związku, na którym Stanisław Sierakowski został wybrany pierwszym jego prezesem. 14 stycznia 1922 ukonstytuowała się 2. dzielnica Związku Polaków w Niemczech. Swoim zasięgiem obejmowała teren Berlina i Ziemi Połabskiej. Od 1924 roku w Berlinie Stanisław Sierakowski wydawał gazetę Kulturwehr dla obrony praw autochtonicznych mniejszości narodowych ówczesnych Niemiec: Polaków, Serbołużyczan, Fryzów, Duńczyków i Litwinów. 6 marca 1938 do Berlina przyjechało ok. 5000 Polaków z całej Rzeszy na I Kongres Polaków w Niemczech.
W 1930 r. Berlin został siedzibą katolickiej diecezji berlińskiej.

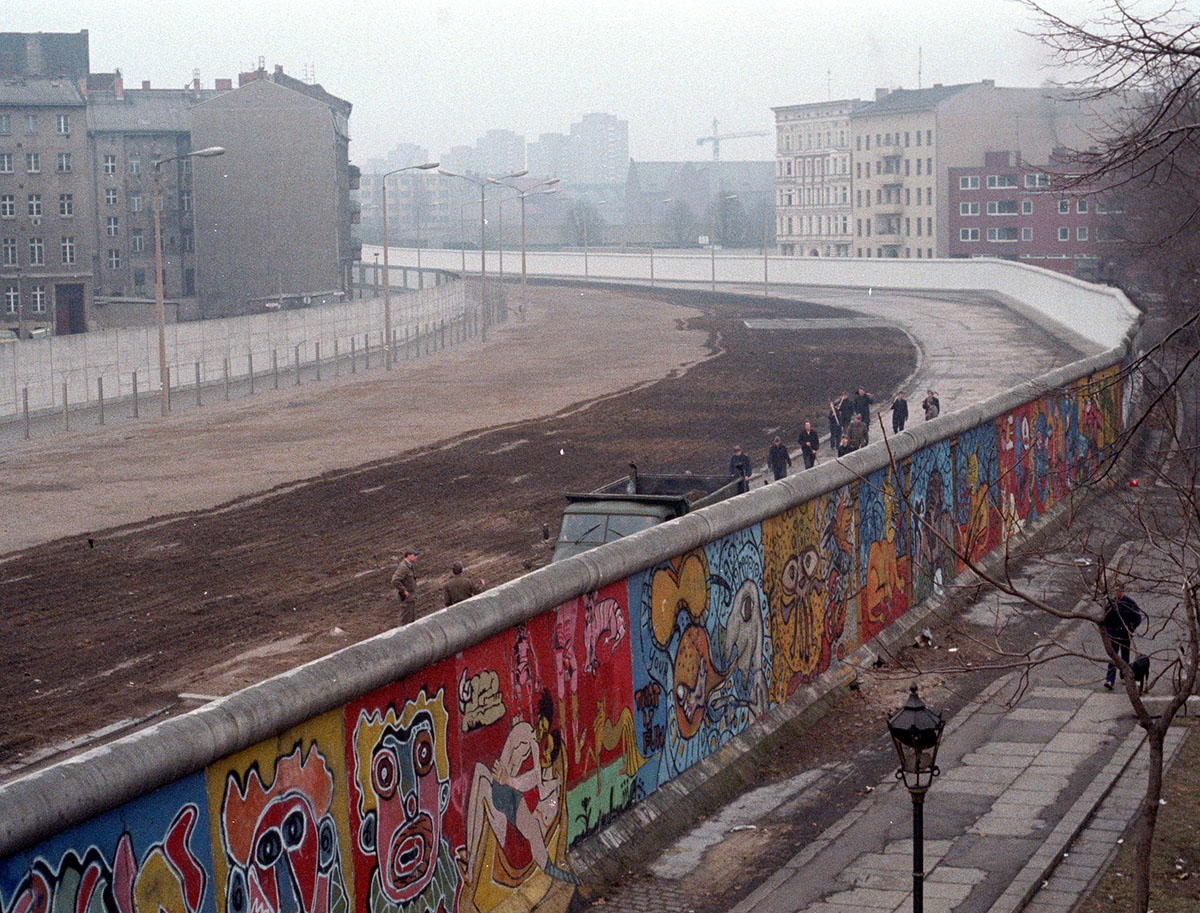
Mur Berliński przed zburzeniem w 1989 roku

Po przejęciu władzy przez nazistów (1933) Berlin stał się stolicą III Rzeszy. W 1936 r. odbyły się w Berlinie igrzyska olimpijskie. Planowano znaczną rozbudowę miasta na stolicę świata (tzw. plan Germania Alberta Speera), czemu przeszkodziła klęska Niemiec w II wojnie światowej. W czasie alianckich bombardowań i walk o zdobycie Berlina przez wojska radzieckie i polskie znaczne obszary zabudowy zostały dosłownie zmiecione z powierzchni ziemi. Berlin został zniszczony w 40% i w 10% jego infrastruktura podziemna. Dzielnica Mitte została zniszczona w 70%. W czasie wojny w Berlinie byli więzieni m.in. Wincenty Witos, Stefan Rowecki, Zdzisław Maszewski i Juliusz Bursche.

Podział Berlina

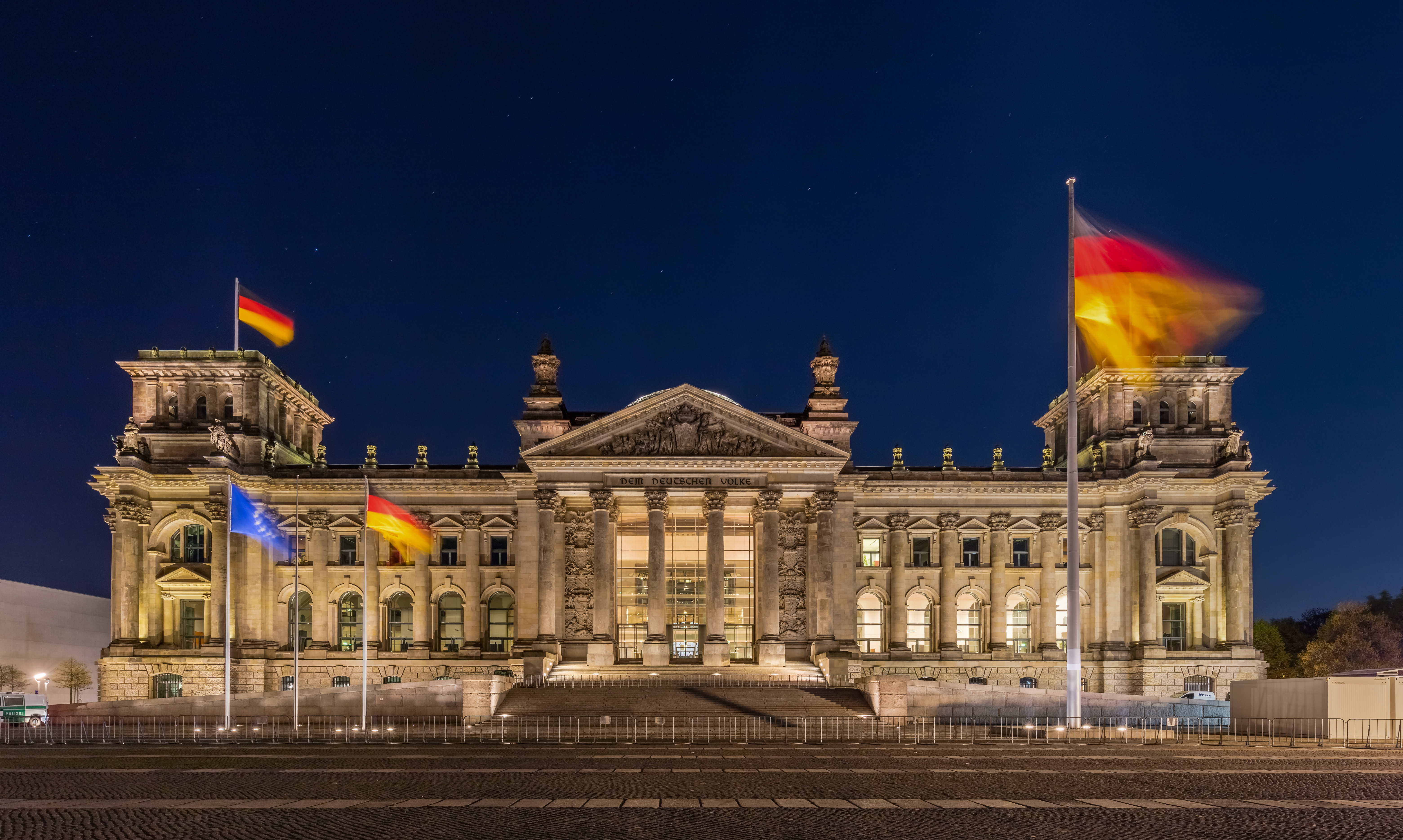
Bundestag (2016)

Po II wojnie światowej Berlin został podzielony przez aliantów na 4 sektory okupacyjne. Stąd też przed ponownym zjednoczeniem Niemiec miasto było podzielone na część wschodnią, stanowiącą sektor radziecki i od 1949 stolicę NRD (Berlin, Hauptstadt der DDR), i część zachodnią (Berlin Zachodni), będącą specjalnym obszarem administrowanym przez aliantów ze statusem zbliżonym do wolnego miasta (błędem jest stwierdzenie, że Berlin Zachodni należał do RFN) powstałą z francuskiego, brytyjskiego i amerykańskiego sektora okupacyjnego. W latach 1948–1949 Sowieci wprowadzili blokadę Berlina Zachodniego, na co alianci zachodni odpowiedzieli uruchomieniem mostu powietrznego z zaopatrzeniem. W latach 1961–1989 Berlin Zachodni był otoczony murem, którego zburzenie w 1989 stanowi symbol zjednoczenia dwóch części miasta oraz dwóch państw niemieckich.
Decyzją Bundestagu, od 1991 r. Berlin jest stolicą zjednoczonych Niemiec. Od 1999 r. w Berlinie swoje siedziby mają parlament i rząd.

## Demografia
W końcu 2015 r. Berlin zamieszkiwało 621 tys. cudzoziemców z ponad 190 państw, w tym 54 951 Polaków.

Ludność Berlina w latach 1880–2015 wyrażona w tys. osób
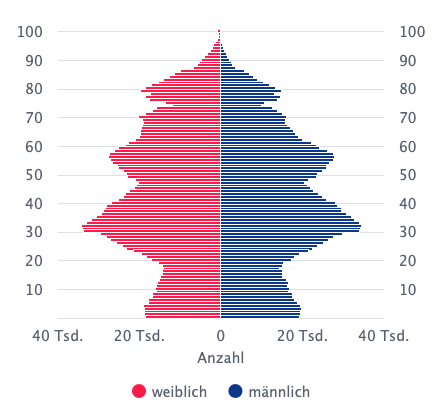
Piramida wieku 2020 roku
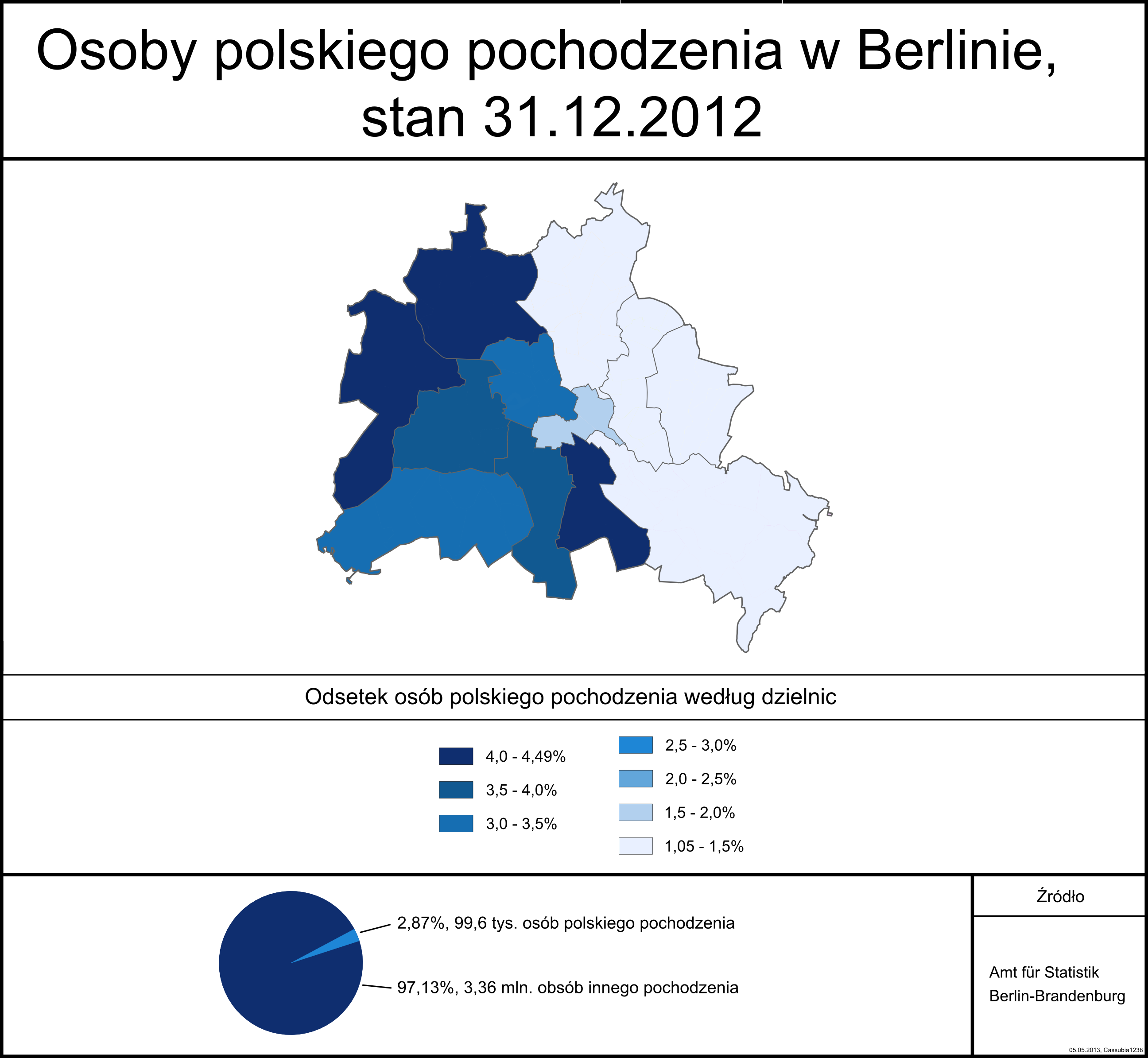
Odsetek ludności polskiej w Berlinie w 2012 r. według dzielnic

### Religia
| Religia           | %     |
| ----------------- | ----- |
| Niereligijność    | 64,9% |
| Protestantyzm     | 15,9% |
| Kościół katolicki | 9,2%  |
| Islam             | 8,0%  |
| Judaizm           | 0,3%  |
| Inny              | 1,7%  |
| Σ                 | 100%  |

Archidiecezja berlińska (niem. Erzbistum Berlin) – katolicka archidiecezja niemiecka położona w północno-wschodniej części kraju, obejmująca swoim zasięgiem terytoria trzech landów: Berlin, część Brandenburgii, Meklemburgii-Pomorza Przedniego. Siedziba arcybiskupa znajduje się w katedrze św. Jadwigi w Berlinie. Katolicką patronką Berlina jest polska święta Jadwiga Śląska.

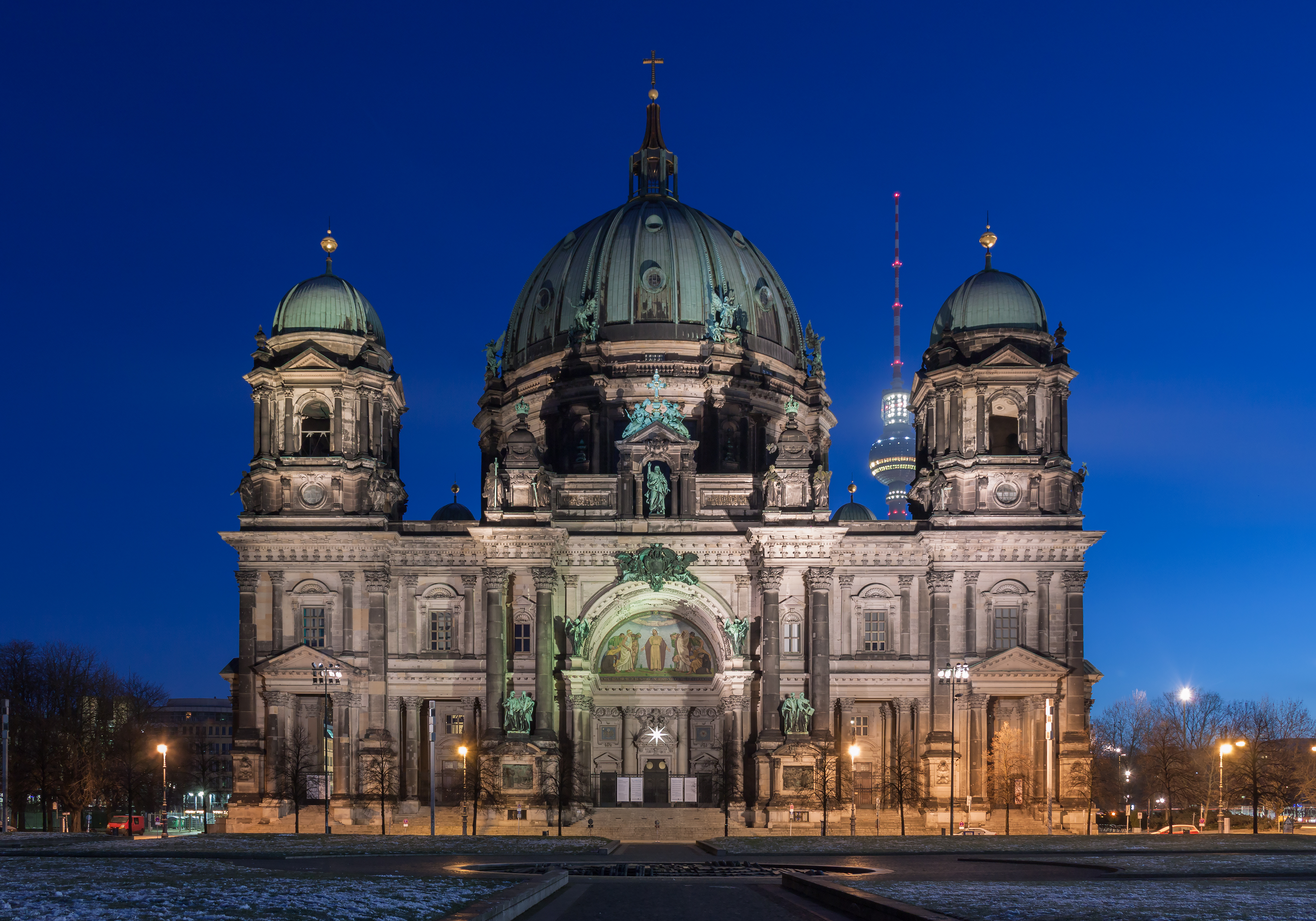
Katedra ewangelicka w Berlinie

Ewangelicki Kościół Berlin-Brandenburg-Śląsk Górne Łużyce (EKBO) z siedzibą w Berlinie jest jednym z 20 Kościołów członkowskich Kościoła Ewangelickiego w Niemczech (EKD). W 2017 roku Berlin otrzymał honorowy tytuł „Miasto Reformacji Europy”, przyznany przez Wspólnotę Kościołów Ewangelickich w Europie.
Spis z 2011 r. wskazał, że 21,6% populacji Berlina należało do Kościoła ewangelickiego, 9,6% do Kościoła katolickiego, 1,5% do Kościoła prawosławnego i 0,7% do Wolnego Kościoła Ewangelickiego. W roku 2019 14,4% populacji stanowili protestanci, a 8,3% katolicy. Spośród około 3,8 miliona berlińczyków pod koniec 2020 13,9% było protestantami, 8,1% katolikami, a 78% należało do innych wyznań i religii lub do żadnego z nich. We wschodniej części miasta, które należały do byłej NRD, odsetek osób związanych z chrześcijaństwem jest szczególnie niski.
Społeczność żydowska w Berlinie liczyła w 2017 około 10 000 członków. Z kolei 7–9% mieszkańców to wyznawcy religii traktowanych przez wyznawców za islamskie (2018).

### Struktura etniczna

Ludność rdzenna według dystryktu (2020)

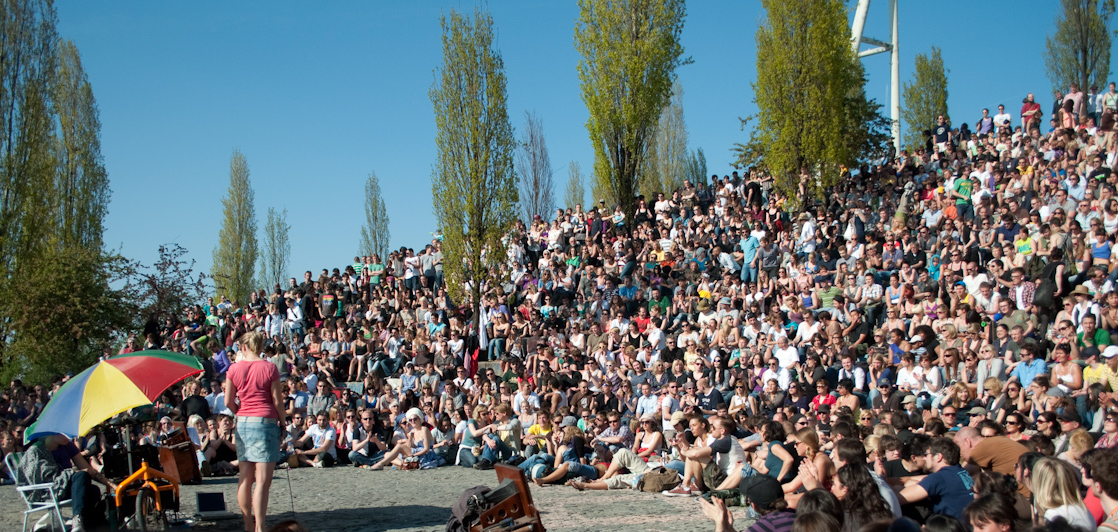
Berlińczycy w parku

Populacja 30 czerwca 2020:
| Państwo pochodzenia  | Liczba mieszkańców |
| -------------------- | ------------------ |
| Niemcy               | 2 984 036          |
| Turcja               | 98 814             |
| Polska               | 55 593             |
| Ukraina              | 49 382             |
| Syria                | 40 574             |
| Włochy               | 31 355             |
| Bułgaria             | 30 645             |
| Rosja                | 26 913             |
| Rumunia              | 24 463             |
| Wietnam              | 23 475             |
| Stany Zjednoczone    | 22 035             |
| Serbia               | 20 154             |
| Francja              | 19 590             |
| Wielka Brytania      | 16 092             |
| Hiszpania            | 14 840             |
| Grecja               | 14 458             |
| Indie                | 14 161             |
| Chorwacja            | 13 890             |
| Afganistan           | 13 626             |
| Chiny                | 13 155             |
| Bośnia i Hercegowina | 12 398             |

## Administracja

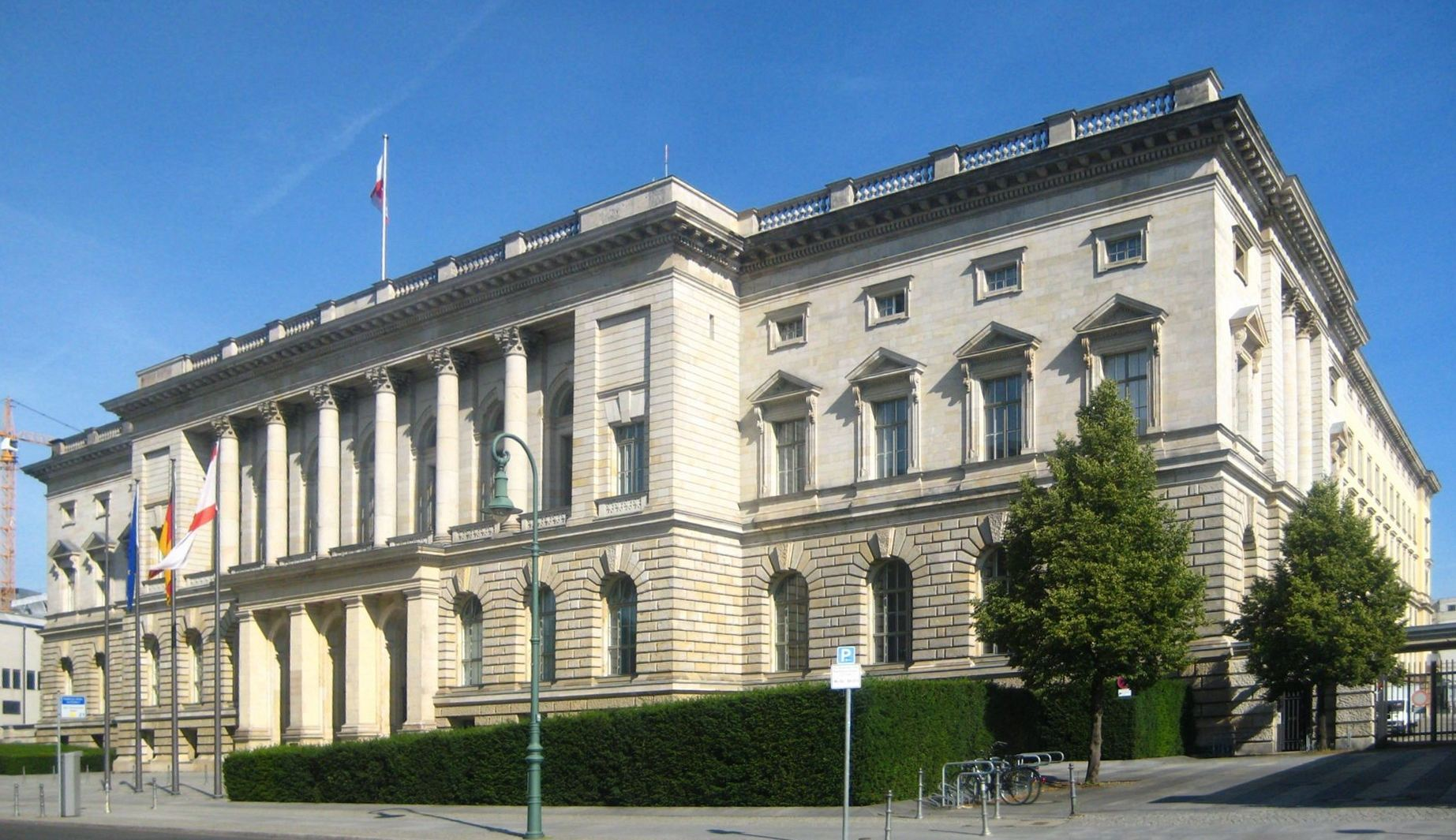
Izba Deputowanych (Abgeordnetenhaus von Berlin)

Miasto podzielone jest na 12 okręgów administracyjnych (niem. Bezirk), które dzielą się na 97 dzielnic (niem. Ortsteil, czyli części miasta). Podział ten istnieje od 1 stycznia 2001, kiedy to w wyniku reformy administracyjnej zmniejszono liczbę okręgów administracyjnych z 23 do 12 w celu obniżenia kosztów. Każdy okręg ma oddzielny samorząd i prawa zbliżone do praw miejskich.
| Herb i nazwa okręgu administracyjnego | Liczba mieszkańców Stan na 31 XII 2022 | Powierzchnia km² |  |
| Charlottenburg-Wilmersdorf            | 341 155                                | 64,72            |  |
| Friedrichshain-Kreuzberg              | 293 231                                | 20,16            |  |
| Lichtenberg                           | 308 286                                | 52,29            |  |
| Marzahn-Hellersdorf                   | 285 678                                | 61,74            |  |
| Mitte                                 | 395 599                                | 39,47            |  |
| Neukölln                              | 329 476                                | 44,93            |  |
| Pankow                                | 420 768                                | 103,01           |  |
| Reinickendorf                         | 268 308                                | 89,46            |  |
| Spandau                               | 254 175                                | 91,91            |  |
| Steglitz-Zehlendorf                   | 311 040                                | 102,50           |  |
| Tempelhof-Schöneberg                  | 353 913                                | 53,09            |  |
| Treptow-Köpenick                      | 289 180                                | 168,42           |  |

### Współpraca
W ramach Partnerstwa-Odra Berlin razem z landami Brandenburgia, Meklemburgia-Pomorze Przednie i Saksonia współpracuje z zachodnimi województwami Polski: dolnośląskim, lubuskim, wielkopolskim i zachodniopomorskim oraz z pięcioma największymi miastami Polski zachodniej: z Poznaniem, Szczecinem, Wrocławiem, Gorzowem Wielkopolskim i Zieloną Górą.

## Gospodarka

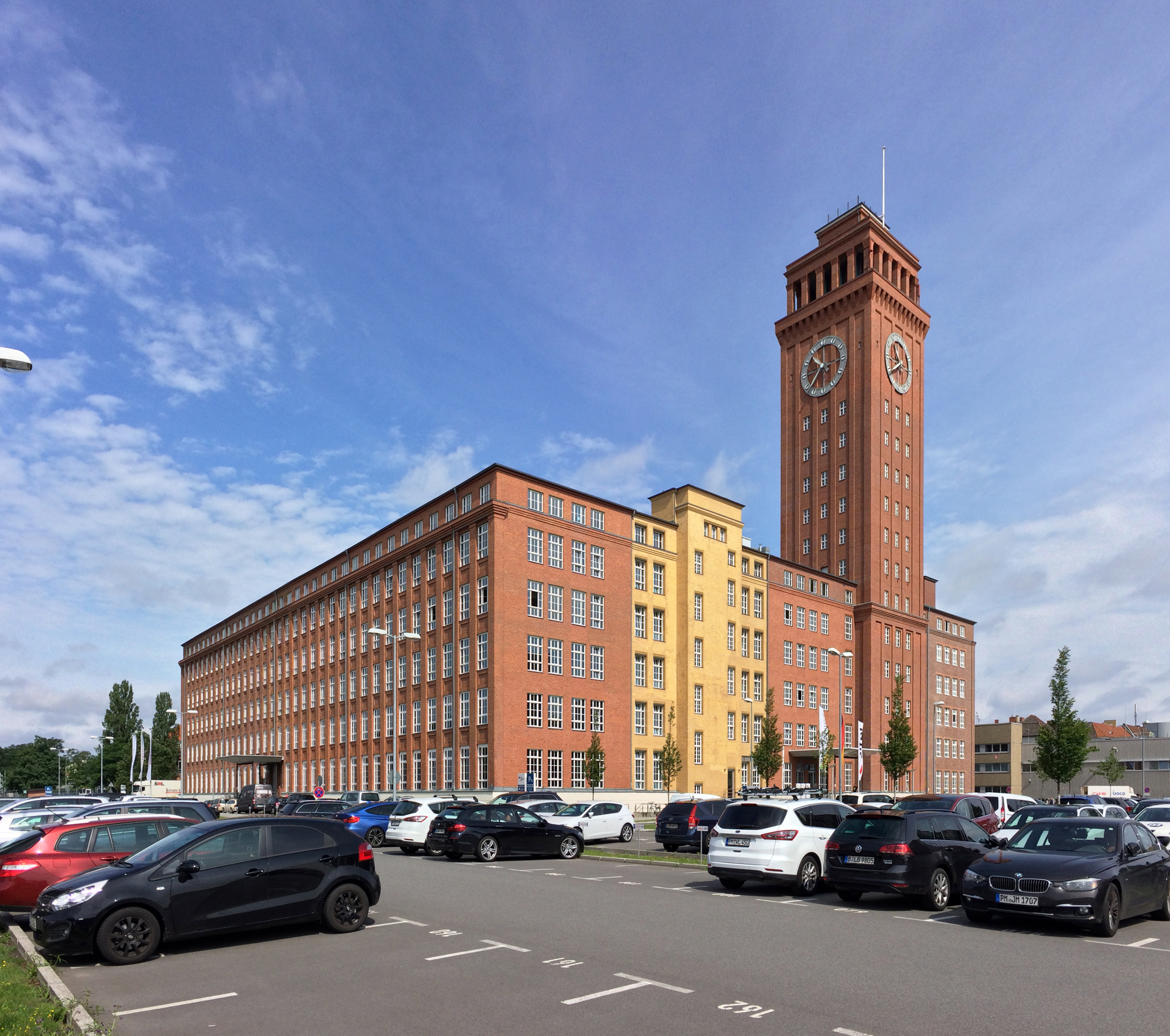
Siemens w Berlinie

Berlin jest ważnym ośrodkiem gospodarczym z rozwiniętym przemysłem, głównie elektrotechnicznym i elektronicznym (m.in. Siemens, AEG), maszynowym, środków transportu, precyzyjnym, spożywczym, poligraficznym i odzieżowym. W Berlinie działa 167 057 przedsiębiorstw (2019).
Pomiędzy 1993 a 2012 r. w prywatne ręce trafiła prawie połowa miejskich zasobów mieszkaniowych, a liczba lokali socjalnych zmalała z 370 do około 150 tys. Działania te wraz z deregulacją polityki czynszowej doprowadziły do gentryfikacji najatrakcyjniejszych dzielnic miasta.
W 2019 r. wartość PKB wytworzonego w Berlinie wyniosła 157 mld euro.

### Najwięksi pracodawcy

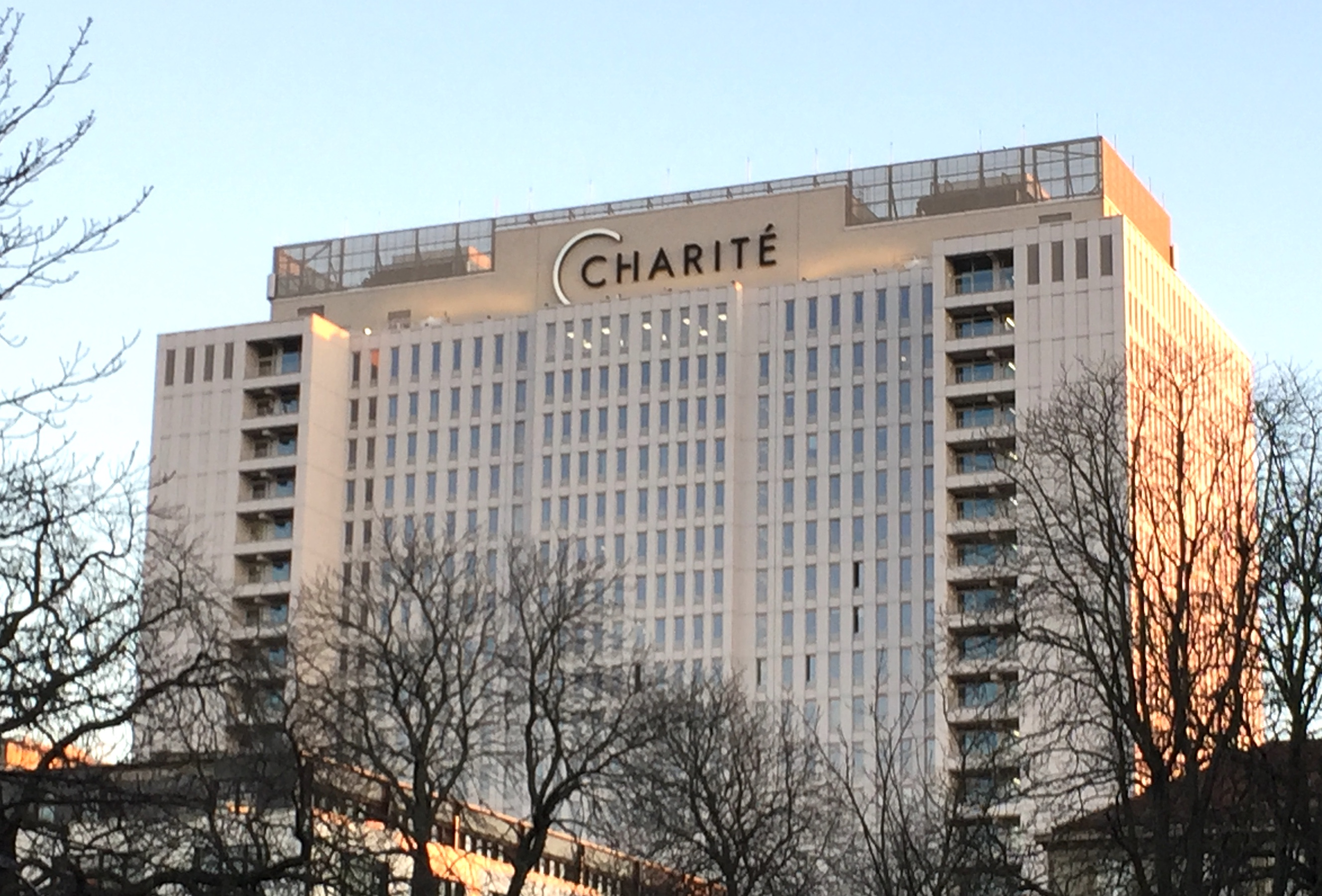
Charité

2020:
- Deutsche Bahn
- Charité
- Vivantes(inne języki)
- Berliner Verkehrsbetriebe
- Siemens
- Edeka
- Mercedes-Benz Group
- Deutsche Post DHL
- Deutsche Telekom
- Zalando

### Targi
Miasto stanowi ważny ośrodek handlowy, organizujący międzynarodowe targi i wystawy o znaczeniu nie tylko niemieckim, europejskim, ale cały szereg z nich (międzynarodowe targi kolejnictwa InnoTrans, Berlin Fashion Week, Internationale Tourismus-Börse (Międzynarodowa Giełda Turystyczna), Internationale Funkausstellung (Międzynarodowa Wystawa Radiowa), Venus Berlin, Internationale Luft- und Raumfahrtausstellung Berlin (Międzynarodowa Wystawa Lotniczo-Kosmiczna), Internationale Grüne Woche Berlin (Międzynarodowy Berliński Zielony Tydzień)) – światowym. Prym wśród organizatorów pełni Messe Berlin.

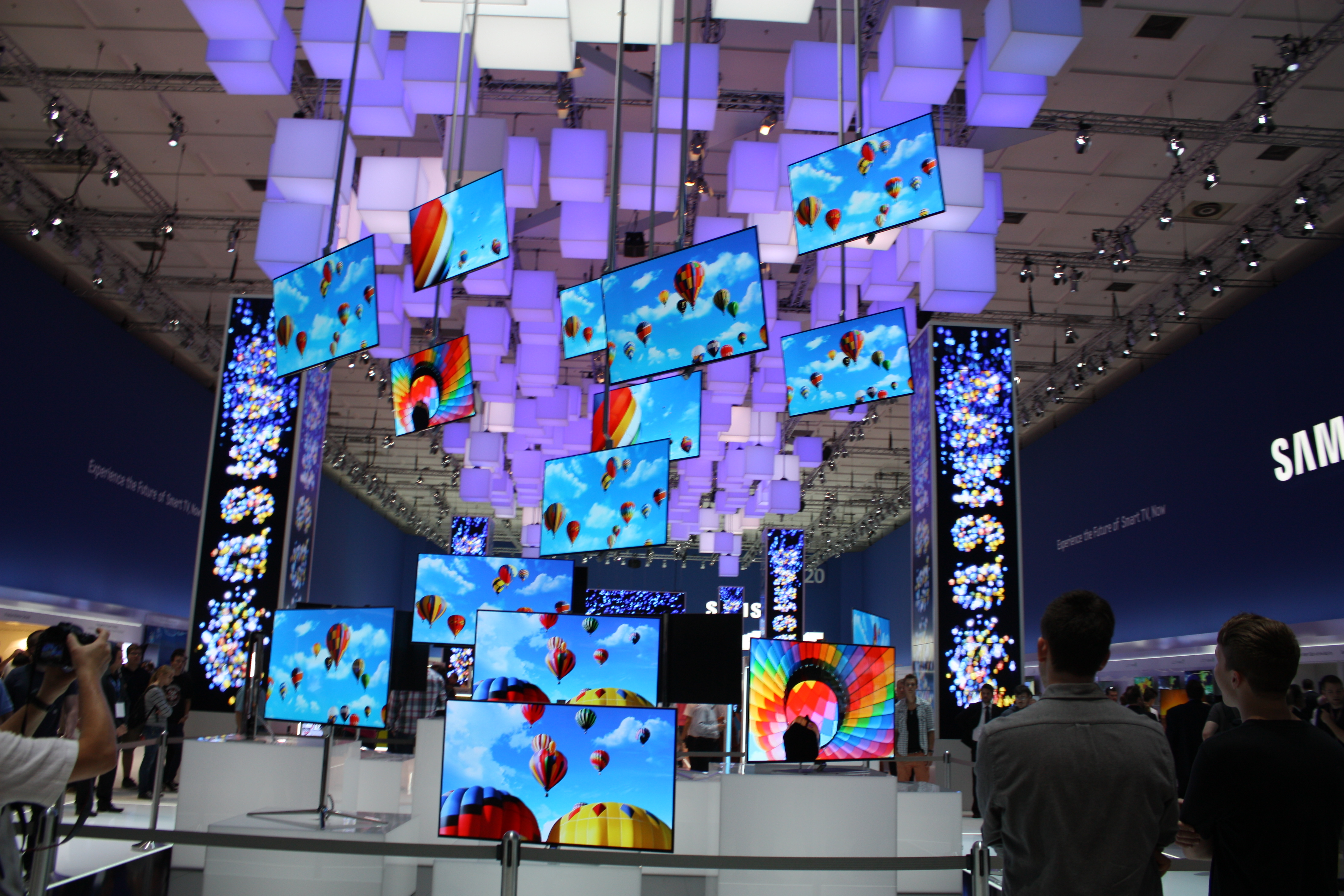
IFA, 2012
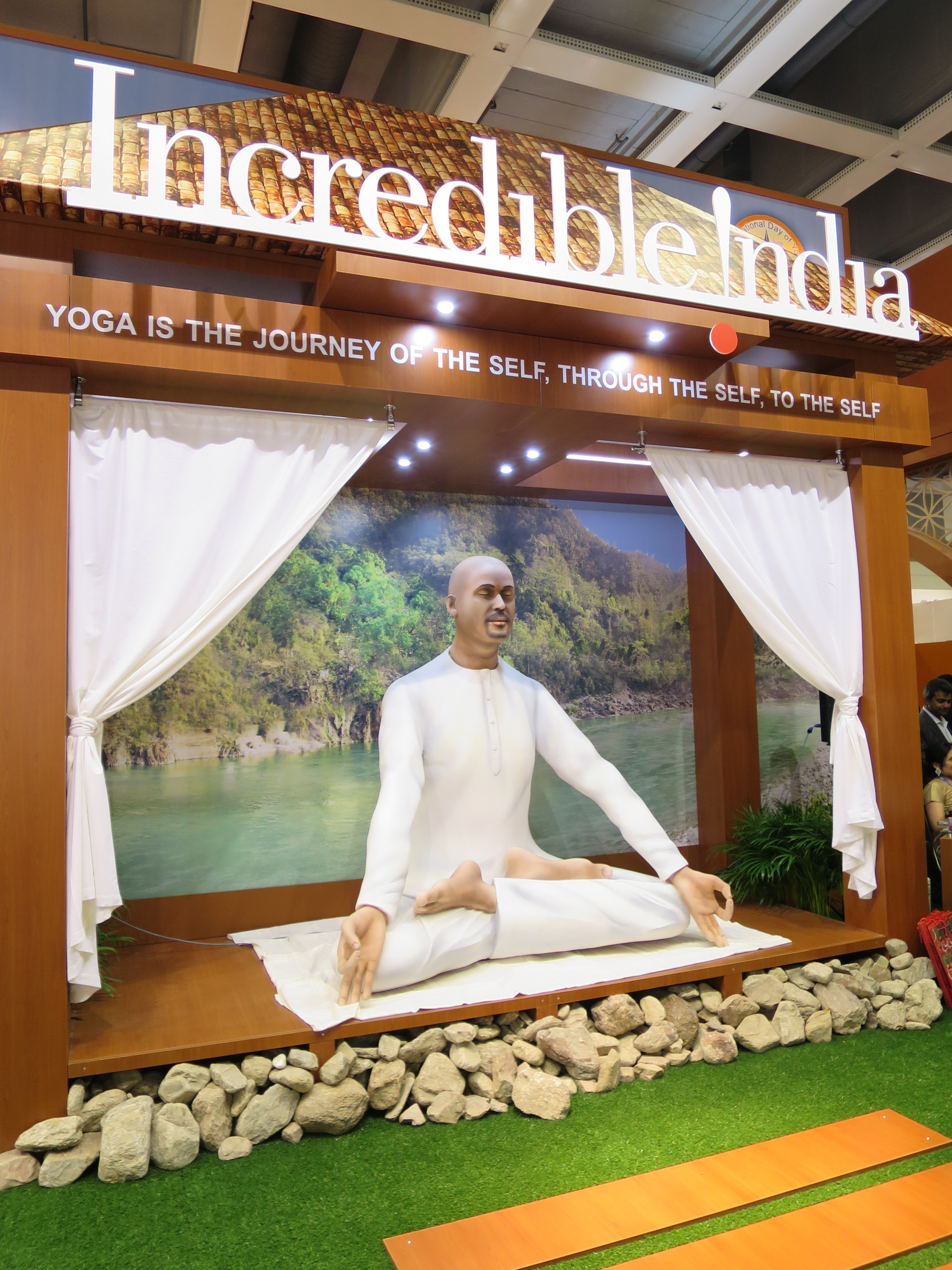
ITB, 2016
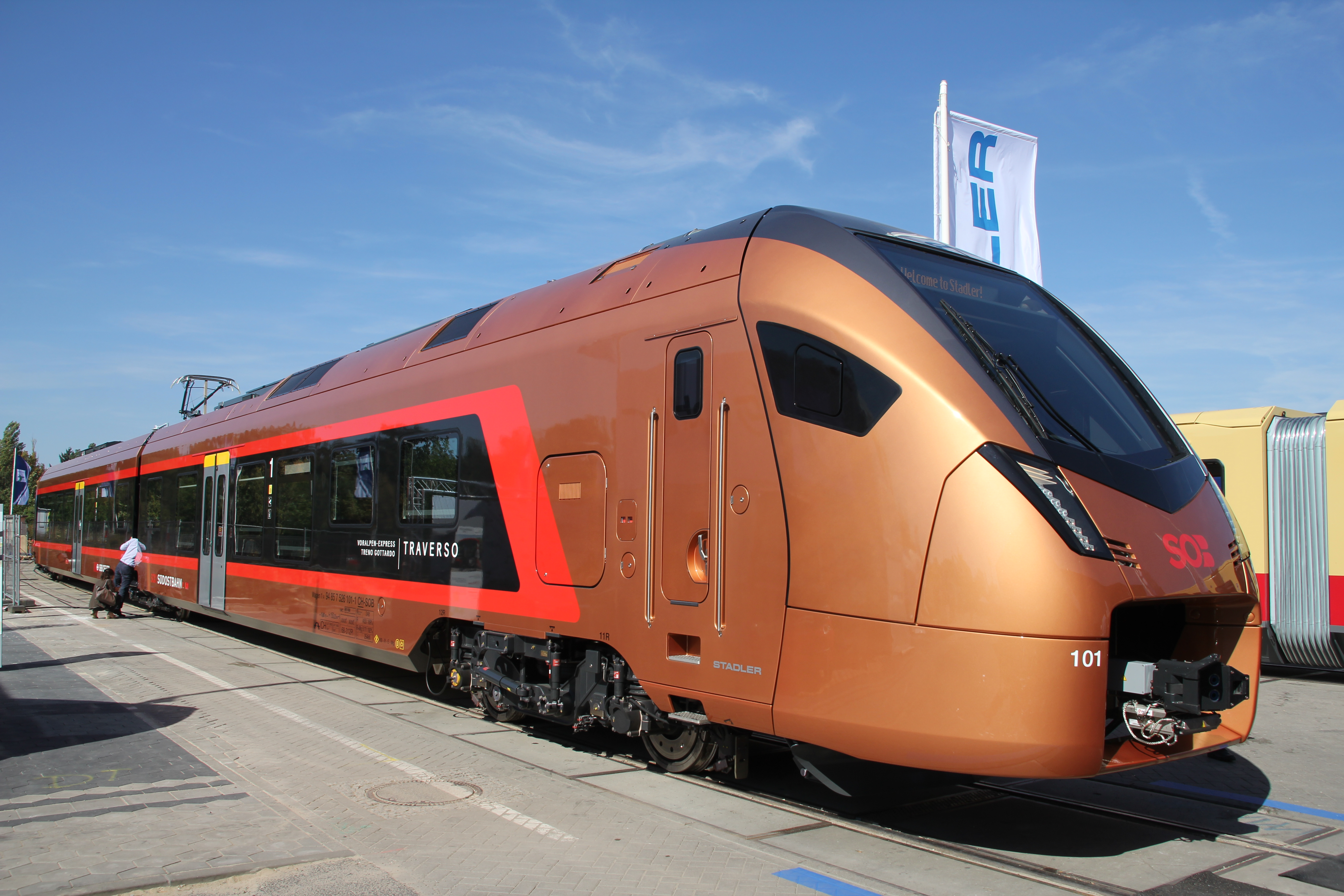
InnoTrans, 2018
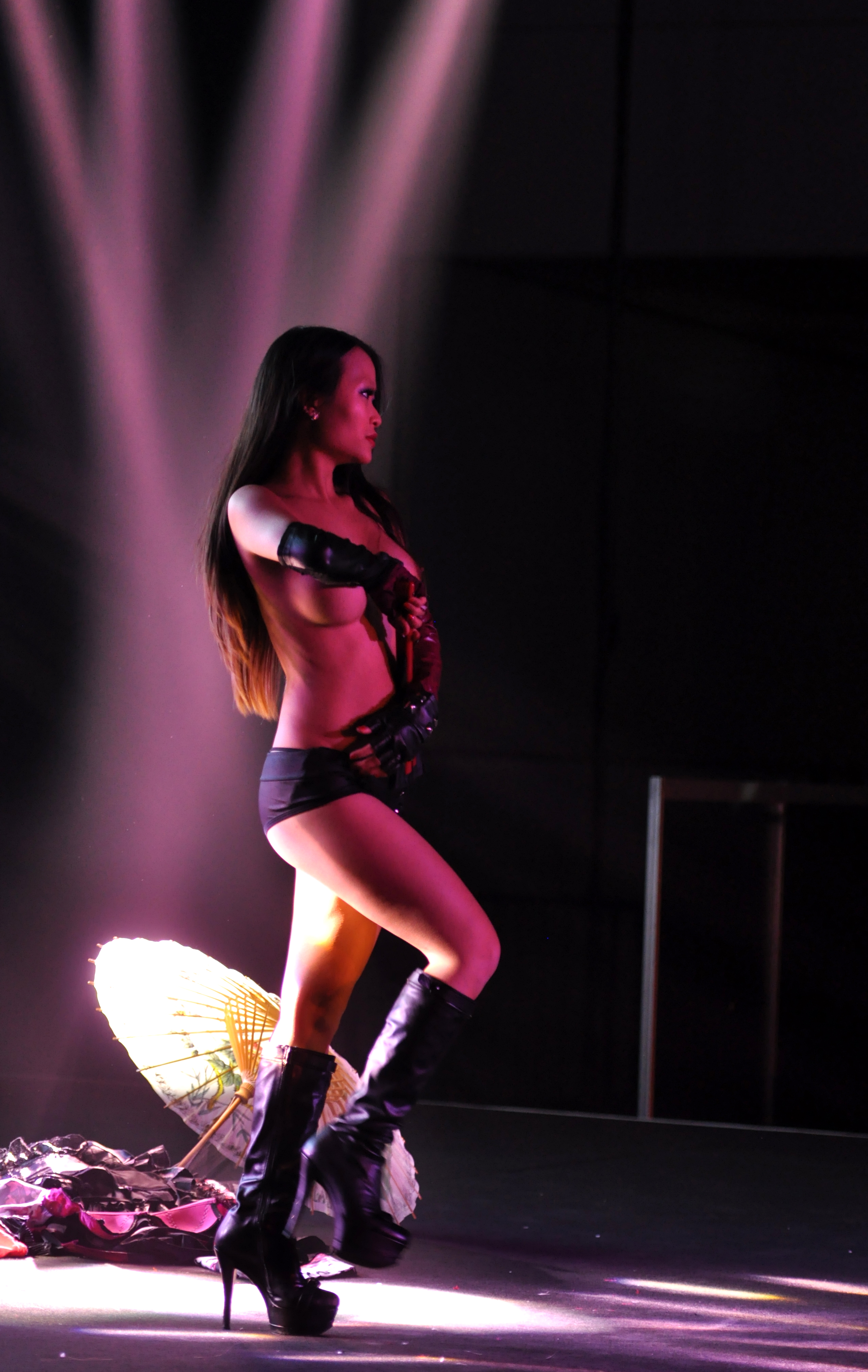
Venus, 2014

### Turystyka
W 2017 r. Berlin odwiedziło ok. 34,1 mln turystów, w tym 13,5 mln turystów zagranicznych. Najpopularniejszą trasą turystyczną w Berlinie jest szlak Muru Berlińskiego (Berliner Mauerweg). Liczy ok. 160 kilometrów długości, z czego ok. 50 kilometrów prowadzi przez obszar miejski Berlina, w tym ścisłe centrum, a pozostała część przez tereny podmiejskie i leśne. Pierwsza wersja trasy powstała w 1990 przygotowana przez Powszechny Niemiecki Klub Rowerowy (Allgemeiner Deutscher Fahrrad-Club, ADFC) z myślą o turystach pieszych i rowerowych. Przez Berlin prowadzą dwa szlaki rowerowe sieci EuroVelo – Szlak Stolic nr 2 i Szlak Słońca nr 7.

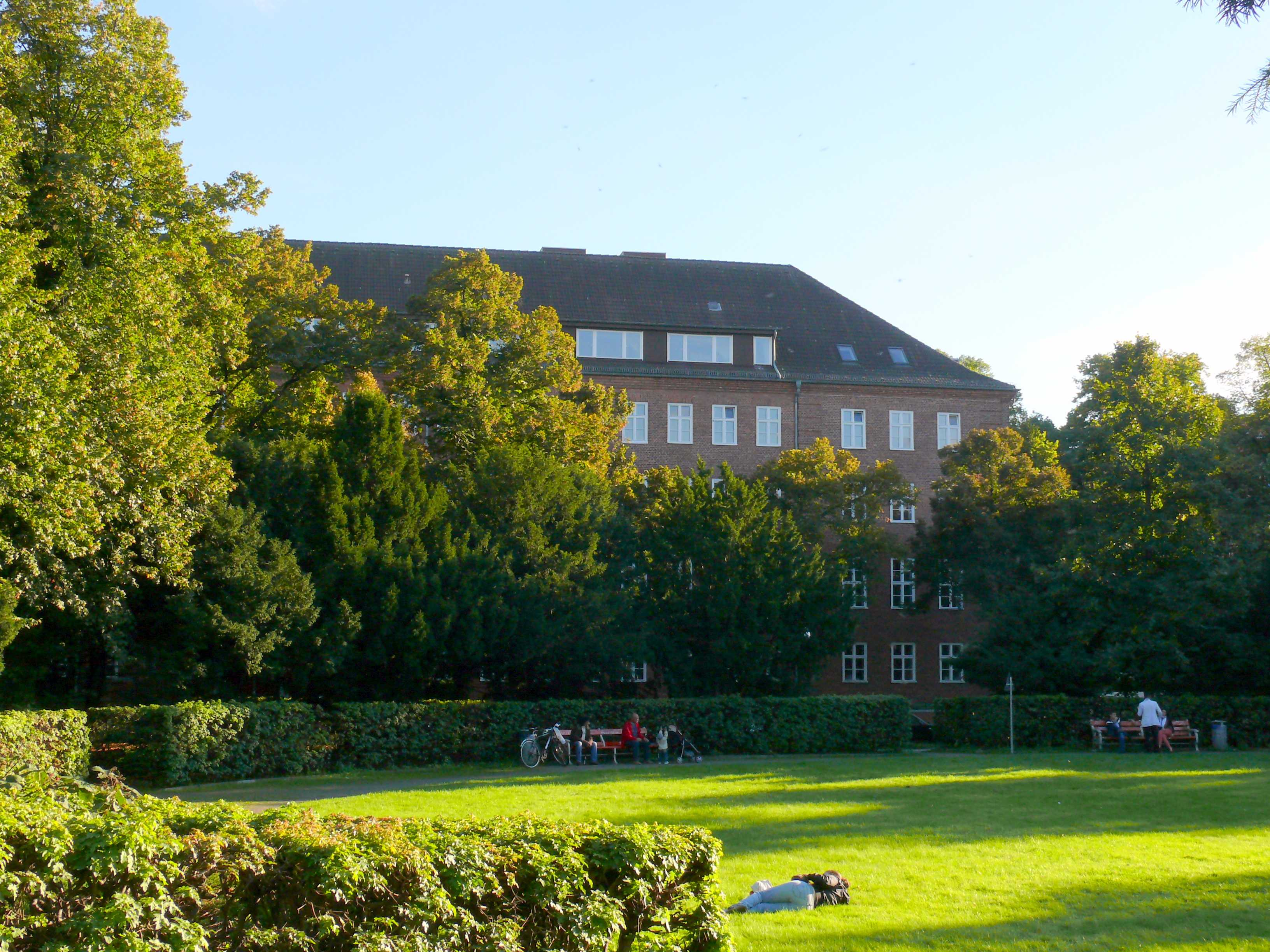
Springer Nature

### Wydawnictwa
- Springer Nature(inne języki)[36]
- Walter de Gruyter
- Suhrkamp Verlag
- Aufbau-Verlag
- Reprodukt
- Axel Springer SE
- BMG Rights Management(inne języki)
- Berliner Verlag(inne języki) (Berliner Zeitung)

## Urbanistyka

### Zabytki

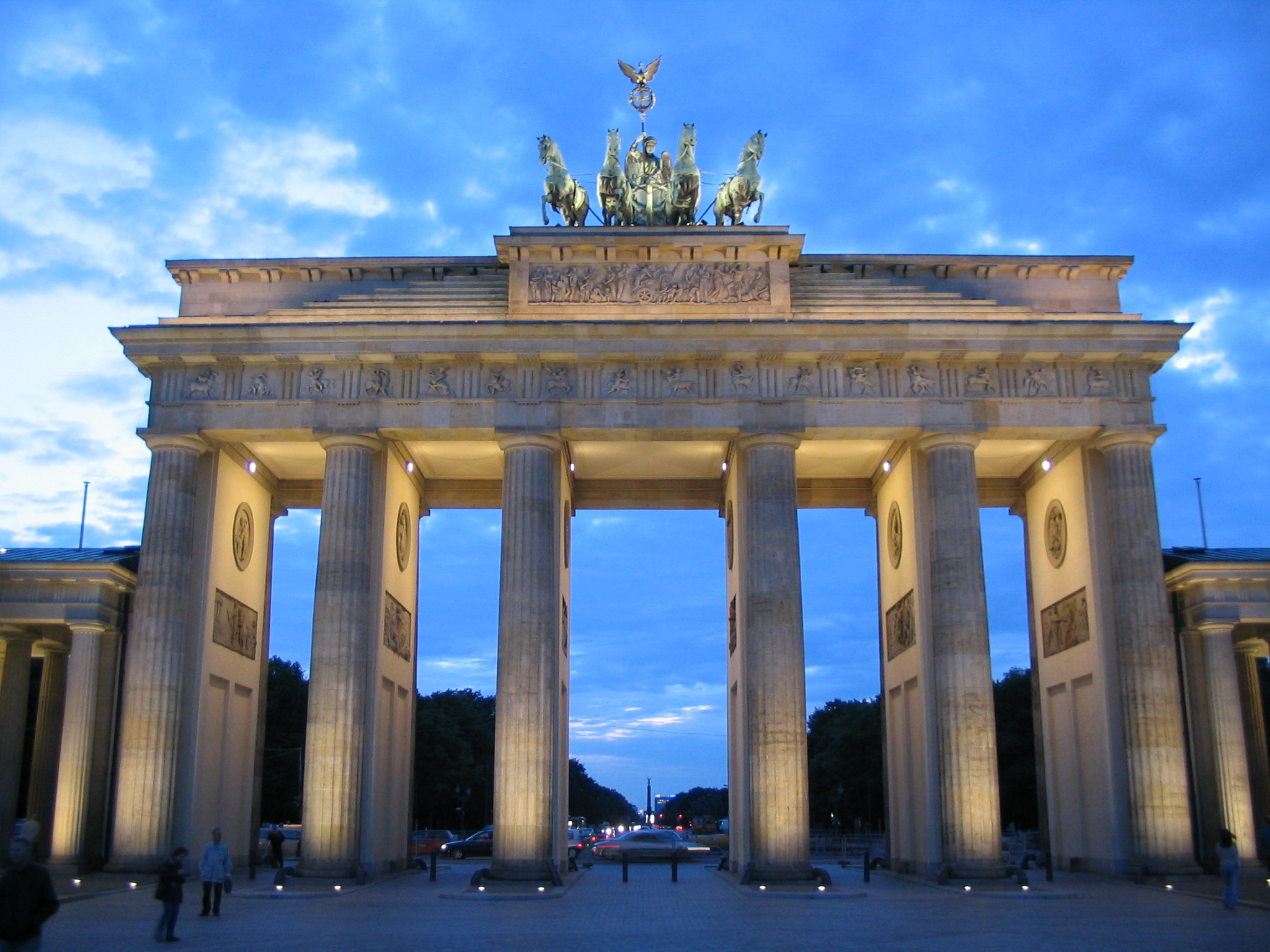
Brama Brandenburska

- Brama Brandenburska – symbol miasta, neoklasyczna brama ze słynną kwadrygą bogini Zwycięstwa na szczycie[37].
- Reichstag / Bundestag
- Mur Berliński – pozostałości dawnych umocnień rozdzielających Berlin Zachodni od NRD. Zachowało się m.in. dawne przejście graniczne, czyli tzw. Checkpoint Charlie[38].
- Siegessäule – kolumna zwycięstwa
- Ewangelicki Kościół Pamięci cesarza Wilhelma I – zbudowany w XIX wieku, zniszczony w czasie II wojny światowej. Ruinę połączono z nowoczesną świątynią[39].
- Ratusz – nazywany „czerwonym”, reprezentuje styl neorenesansowy[40].
- Pałac Charlottenburg
- Zamek w Berlinie – rezydencja władców Niemiec z 1443, zniszczona w 1945 i 1950, odbudowana w latach 2013–2020.
- Nowa Synagoga – wybudowana w 1866, zniszczona w 1943, odbudowana w latach 1988–1995; obecnie mieści Centrum Judaicum[41].
- Pałac Bellevue – XVIII-wieczny; od 2006 odbywają się tu ceremonie państwowe[42].

### Parki i ogrody

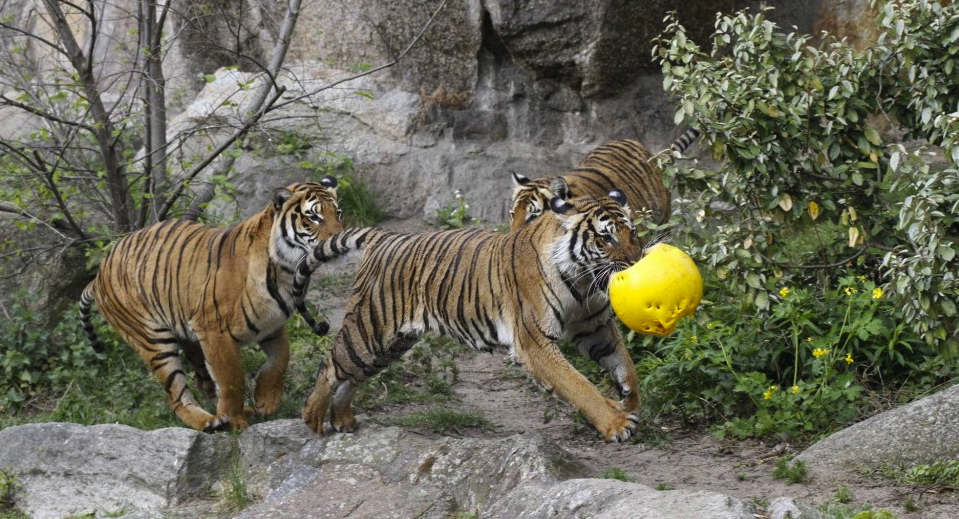
Ogród Zoologiczny w Berlinie

- Britzer Garten
- Gärten der Welt
- Pawia Wyspa
- Berliński Ogród Botaniczny
- Ogród Zoologiczny w Berlinie

## Transport
Miasto stanowi węzeł transportu drogowego, kolejowego, lotniczego oraz wodnego.

### Transport drogowy

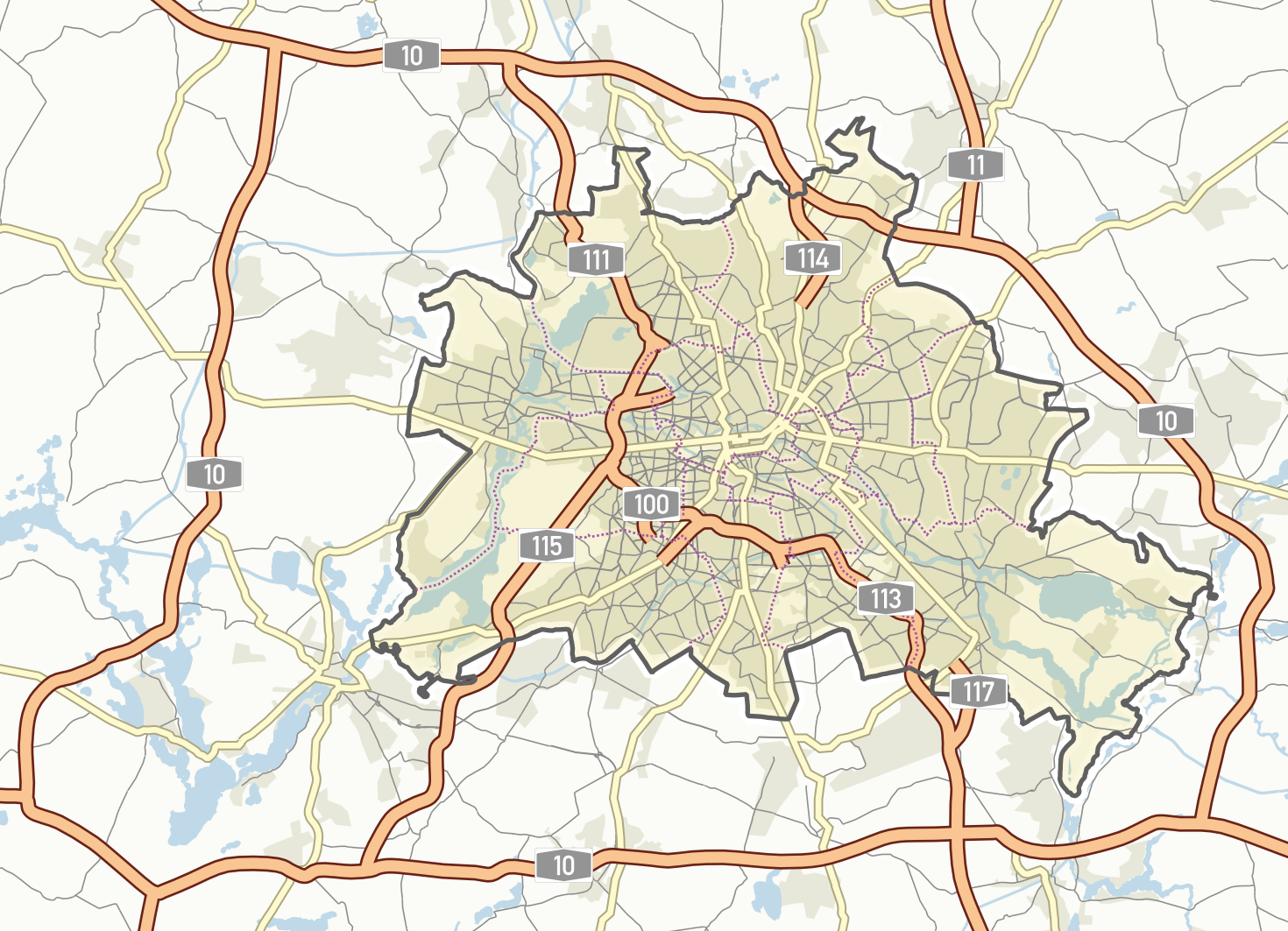
Autostrady (Bundesautobahn)

- Autostrada A10 (Berliner Ring) – zewnętrzna obwodnica autostradowa Berlina
- Autostrada A100 (Stadtring) – wewnętrzna obwodnica autostradowa Berlina
- Autostrada A102 – lokalna
- Autostrada A103 – lokalna
- Autostrada A104 – lokalna
- Autostrada A105 – lokalna
- Autostrada A111 – lokalna, łącznik obwodnicy A10
- Autostrada A113 – lokalna, łącznik obwodnicy A10
- Autostrada A114 – lokalna, łącznik obwodnicy A10
- Autostrada A115 – lokalna, łącznik obwodnicy A10 (AVUS)
- Autostrada A117 – lokalna

### Transport kolejowy

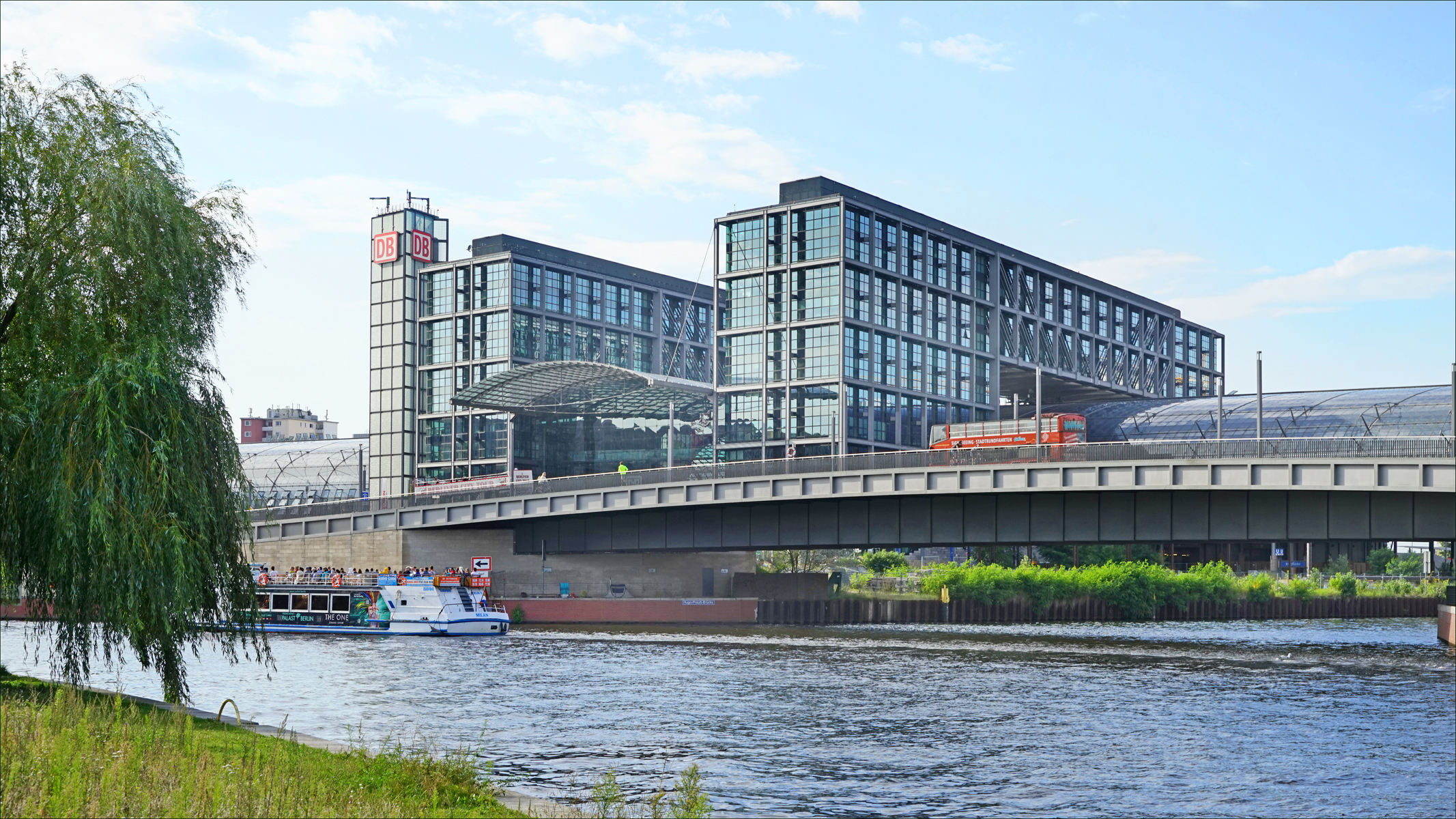
Berlin Hauptbahnhof

Kolej z Berlina do Poczdamu była drugą na terenie Niemiec i została uruchomiona w 1838, biegnąc z obecnego placu Poczdamskiego przez Steglitz, Zehlendorf i Novawes do Poczdamu.
W XIX wieku w Berlinie powstało 9 dworców czołowych kolei dalekobieżnych. Z czasem poszczególne koleje połączono ze sobą – najpierw linią przetokową, zastąpioną później przez linię pierścieniową (zwaną Ring lub Psią Głową) i linią średnicową wschód-zachód na estakadzie. Od lat 60. XIX w. kursowały w Berlinie pociągi podmiejskie i regionalne, z biegiem czasu otrzymywały własne tory, zaś od 1924 zostały przekształcone w elektryczną kolej miejską S-Bahn. Dla S-Bahn zbudowano w latach 1934–1939 tunel północ-południe.
W latach 50. w związku ze spadkiem dalekobieżnego ruchu kolejowego zamknięto wszystkie dworce czołowe Berlina. W maju 2006 otwarto nowy centralny dworzec, na skrzyżowaniu linii wschód-zachód i drugiego tunelu północ-południe, pod nazwą Berlin Hauptbahnhof, podczas budowy zwanego też nazwą Berlin Hauptbahnhof-Lehrter Bahnhof na pamiątkę istniejącego tam wcześniej dworca Lehrter Bahnhof.
Główne dworce dalekobieżne Berlina:

Linie S-Bahn oraz metra w Berlinie (2019)

- Berlin-Gesundbrunnen (otwarty 28 maja 2006)
- Berlin Hauptbahnhof (dawniej Berlin Hauptbahnhof-Lehrter Bahnhof, Berlin Lehrter Stadtbahnhof, otwarty 28 maja 2006)
- Berlin-Lichtenberg
- Berlin Ostbahnhof (za czasów NRD przez pewien czas Berlin Hauptbahnhof)
- Berlin Südkreuz (dawniej Berlin Papestraße, otwarty 28 maja 2006)
- Berlin-Wannsee (niewielkie znaczenie transportowe)
- Berlin-Spandau (połączenia w kierunku zachodnim)
- Berlin Zoologischer Garten (od 28 maja 2006 tylko pociągi dalekobieżne prywatnego przewoźnika Connex)

Największe dworce regionalne: Berlin-Charlottenburg, Berlin Friedrichstraße, Berlin Alexanderplatz, Berlin Potsdamer Platz

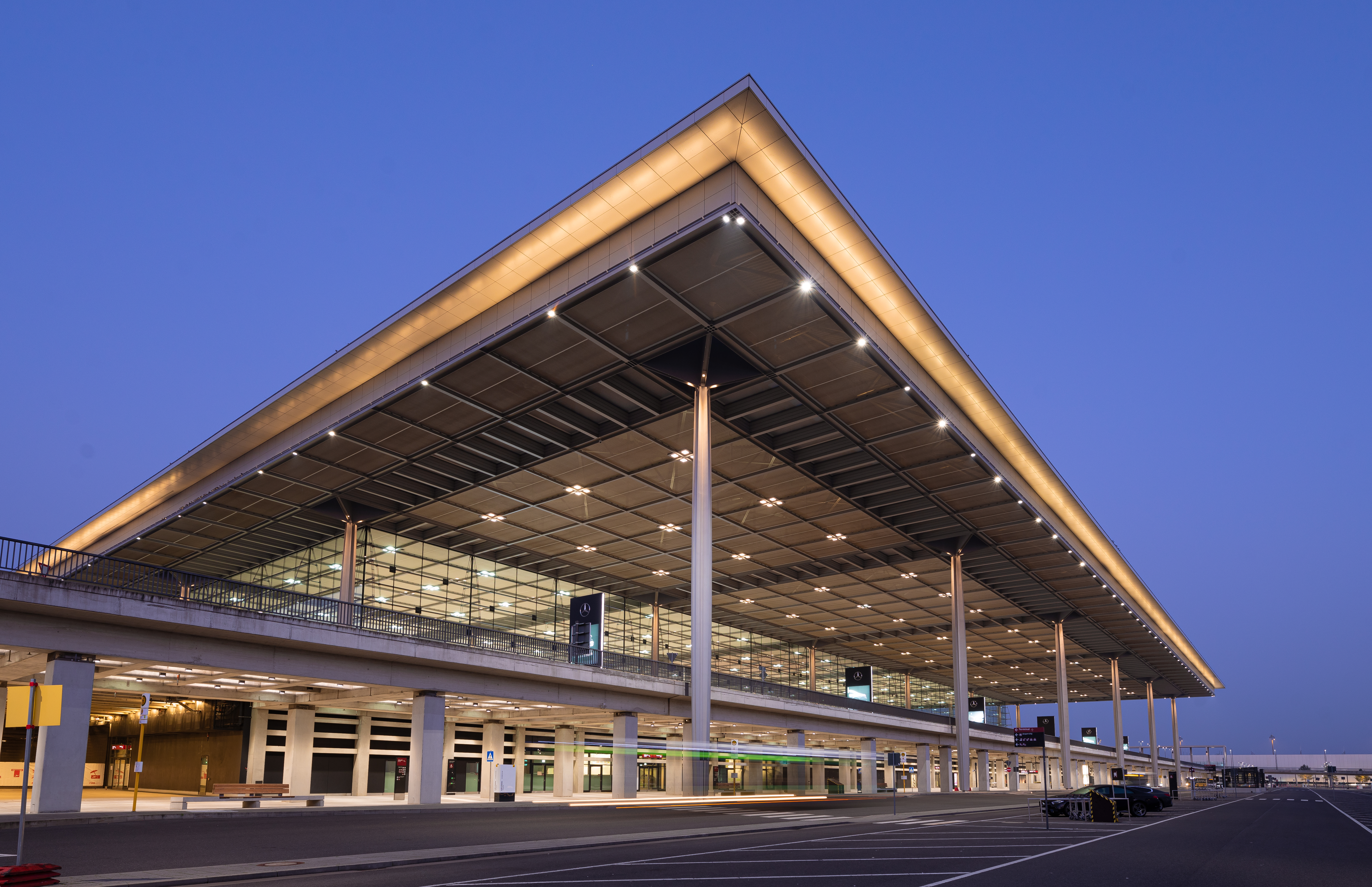
Port lotniczy Berlin Brandenburg – Terminal 1

Metro berlińskie (U-Bahn Berlin) ma długość 155,4 km i 175 stacje (2021). Najdłuższą linią jest 32-kilometrowa U7, najkrótszą jest natomiast linia U4 licząca 5 stacji. W godzinach szczytu pociągi kursują w odstępach od 2 do 5 minut, a poza szczytem co 7 do 15 minut. Ponadto od 2003 roku metro kursuje w noce z piątku na sobotę i z soboty na niedzielę. Punktualność metra w Berlinie wynosi 98,7% (2016).

### Transport lotniczy
Berlin od 31 października 2020 obsługiwany jest przez lotnisko Berlin Brandenburg. Lotnisko Berlin Brandenburg, powstałe obok byłego portu lotniczego Berlin-Schönefeld, zastąpiło trzy berlińskie porty lotnicze: Tempelhof (zamknięty w 2008), Tegel (zamknięty w 2020) i Schönefeld.

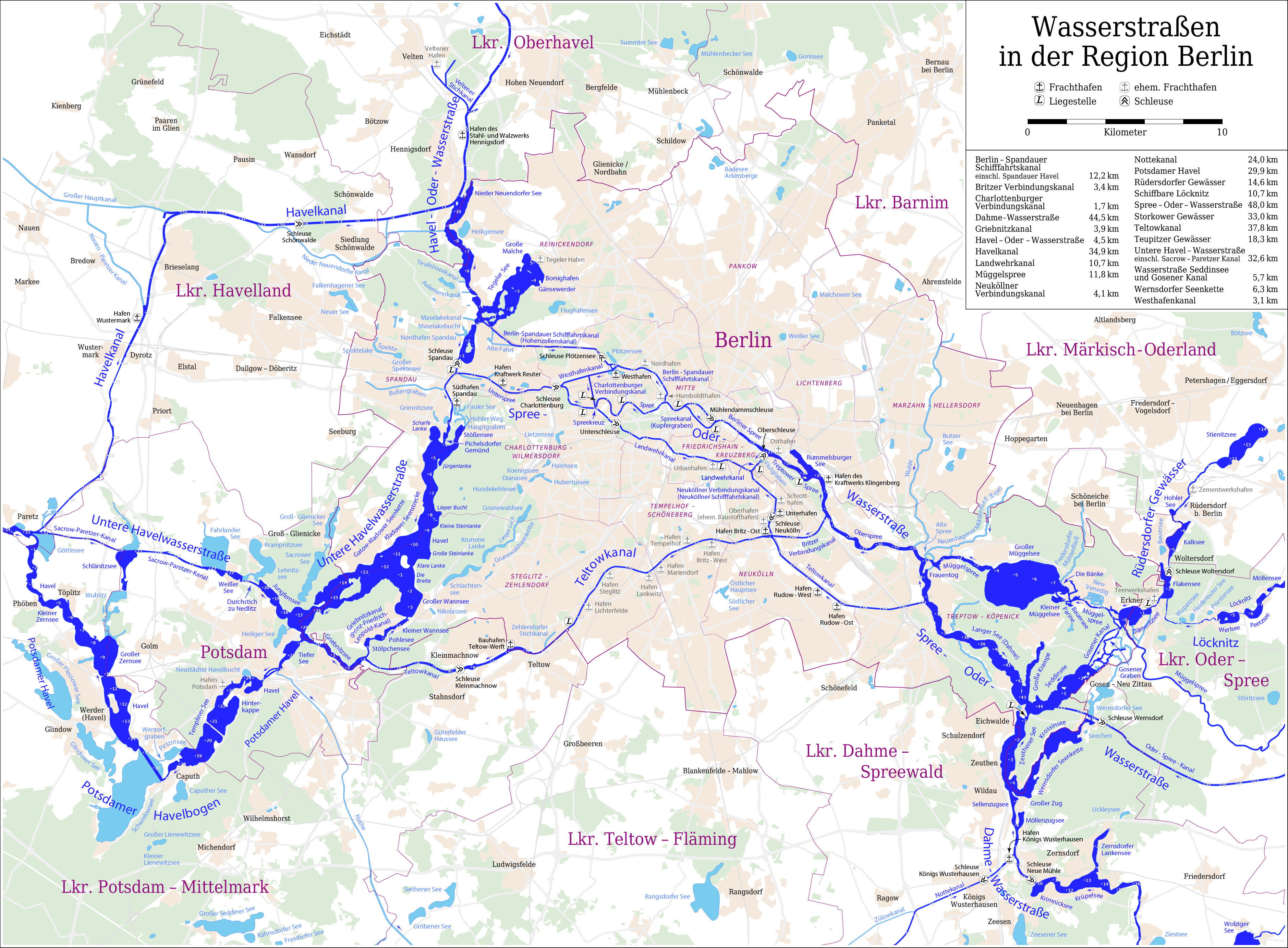
Mapa berlińskich dróg wodnych

### Transport wodny
Łączna długość dróg wodnych w granicach miasta wynosi 182 km, a w jego otulinie około 400 km.
Berlin leży w centrum wschodniego obszaru niemieckich federalnych dróg wodnych. Zbiegają się tu trzy główne drogi wodne: kanał Odra-Sprewa, kanał Odra-Hawela oraz kanał Hawela-Łaba. Największe znaczenie ma kanał Hawela-Łaba który łączy się z poprzez Mittelland Kanal z Renem a poprzez Łabę z Hamburgiem.
Kanał Odra-Sprewa łączy Berlin poprzez Górną Odrę z Górnym Ślaskiem, kanał Odra-Hawela łączy się z Dolną Odrą i stanowi drogę wodną do portów w Szczecinie i Świnoujściu.
Miasto ma trzy porty śródlądowe: Port Neuköln, Port Südhafen w dzielnicy Spandau oraz największy port – Port Westhafen w dzielnicy Moabit.

## Kultura
Berlin, w porównaniu z innymi stolicami europejskimi, posiada bardzo dużą liczbę zabytków. Prócz tego znaleźć tu można wiele muzeów i innych instytucji kultury.
W Berlinie znajdują się 3 światowej klasy opery, które mogą pomieścić ponad 4400 widzów. Ponadto w Berlinie znajduje się ponad 150 teatrów i sal na każdy rodzaj imprezy.
Europejska Akademia Filmowa – współfinansowana przez Komisję Europejską inicjatywa europejskich reżyserów z siedzibą w Berlinie przyznająca od 1988, co roku Europejskie Nagrody Filmowe. Akademia aktywnie uczestniczy w przedsięwzięciach promujących europejską produkcje filmową.

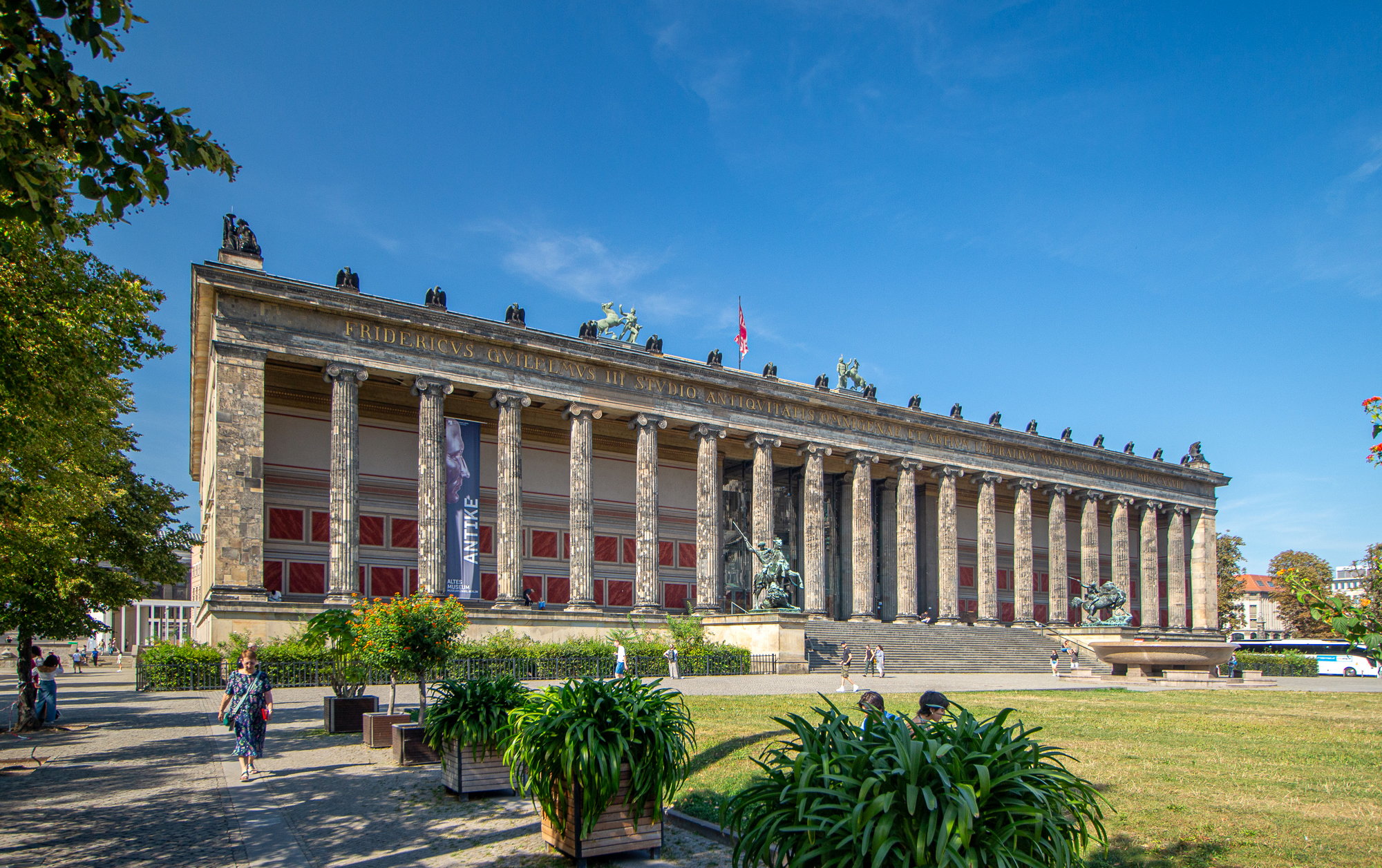
Wyspa Muzeów (Stare Muzeum)
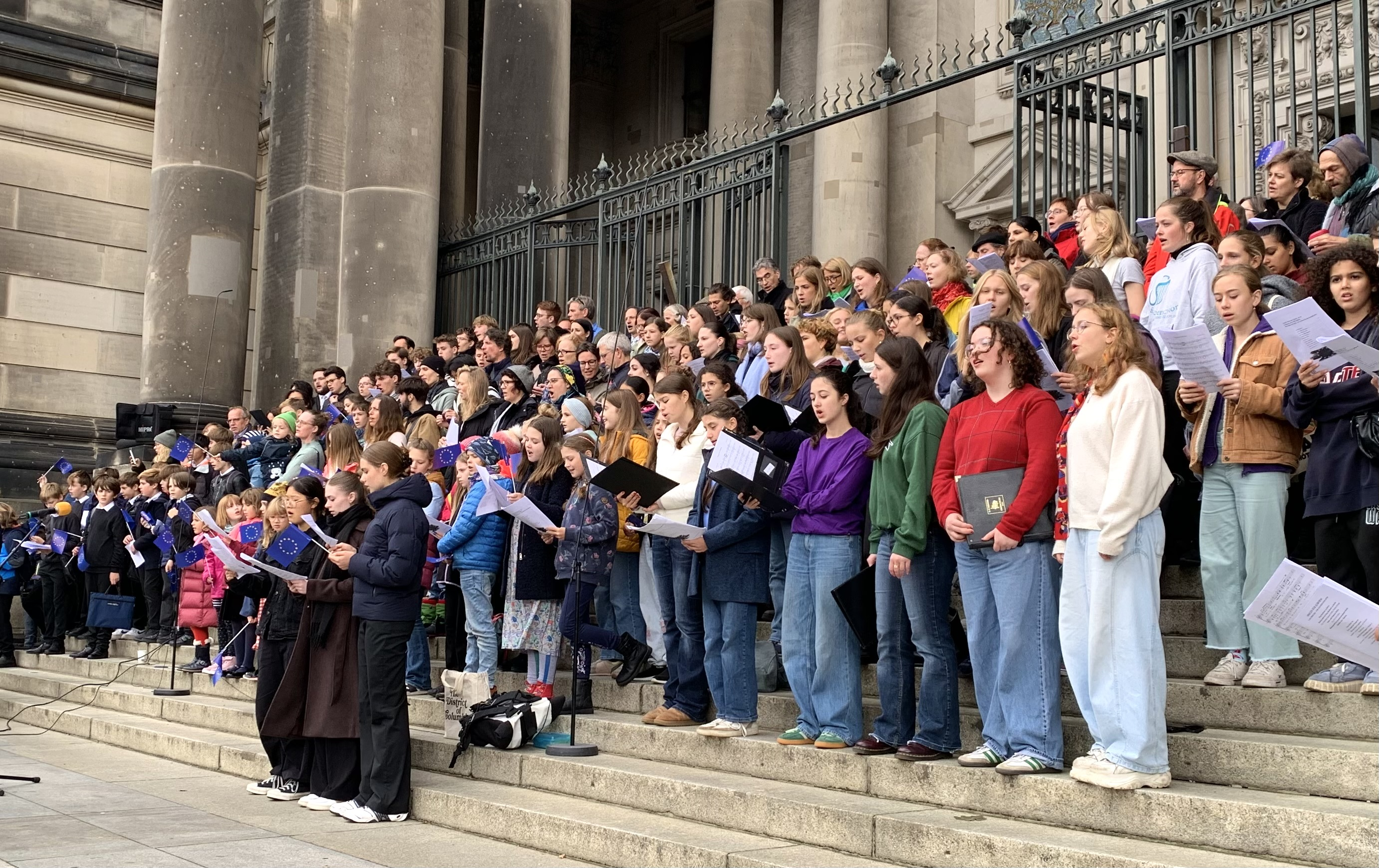
Singakademie zu Berlin
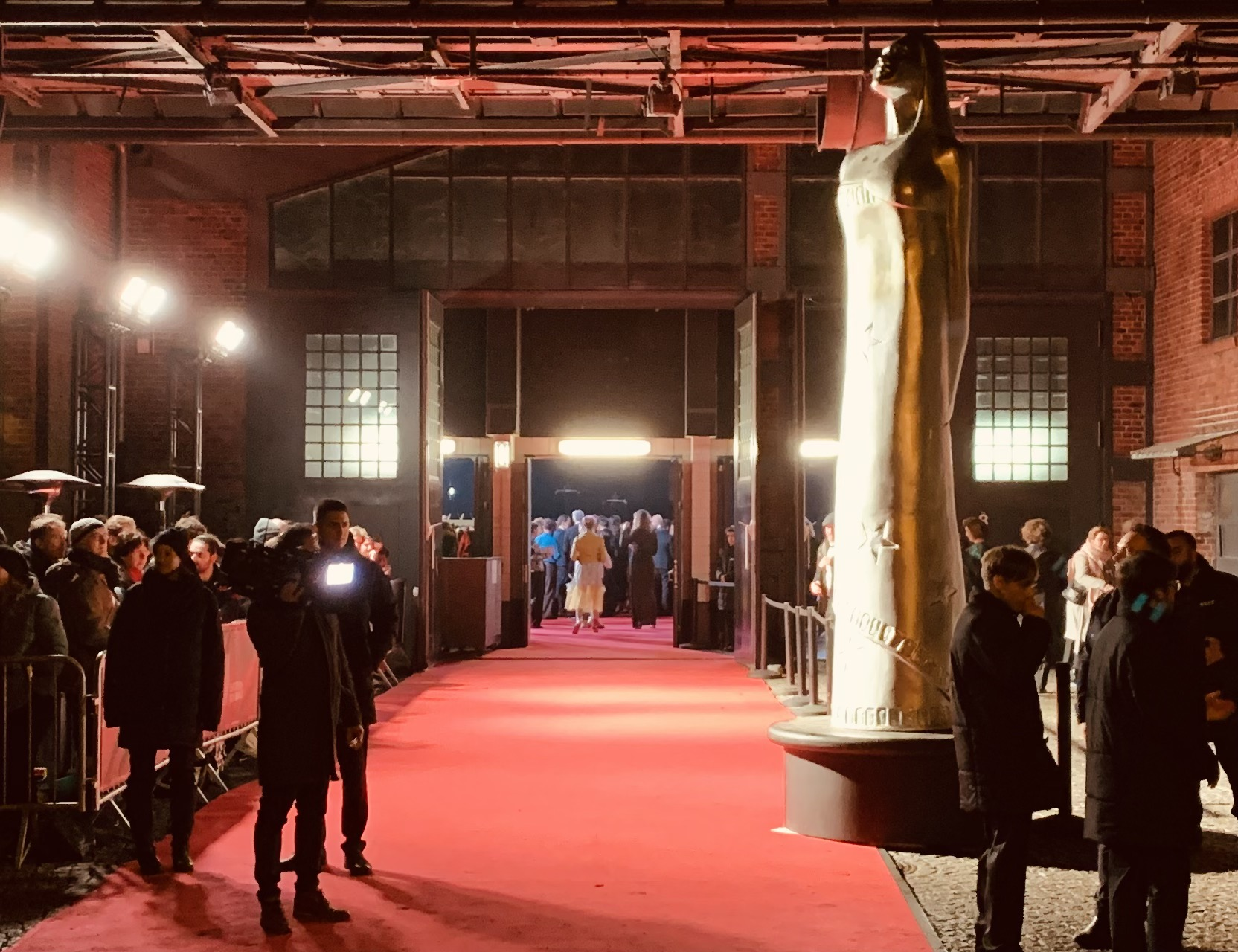
Europejska Nagroda Filmowa

### Muzyka
Opery:
- Deutsche Oper Berlin(inne języki)
- Staatsoper Unter den Linden
- Komische Oper
- Neuköllner Oper(inne języki)

Orkiestry symfoniczne:

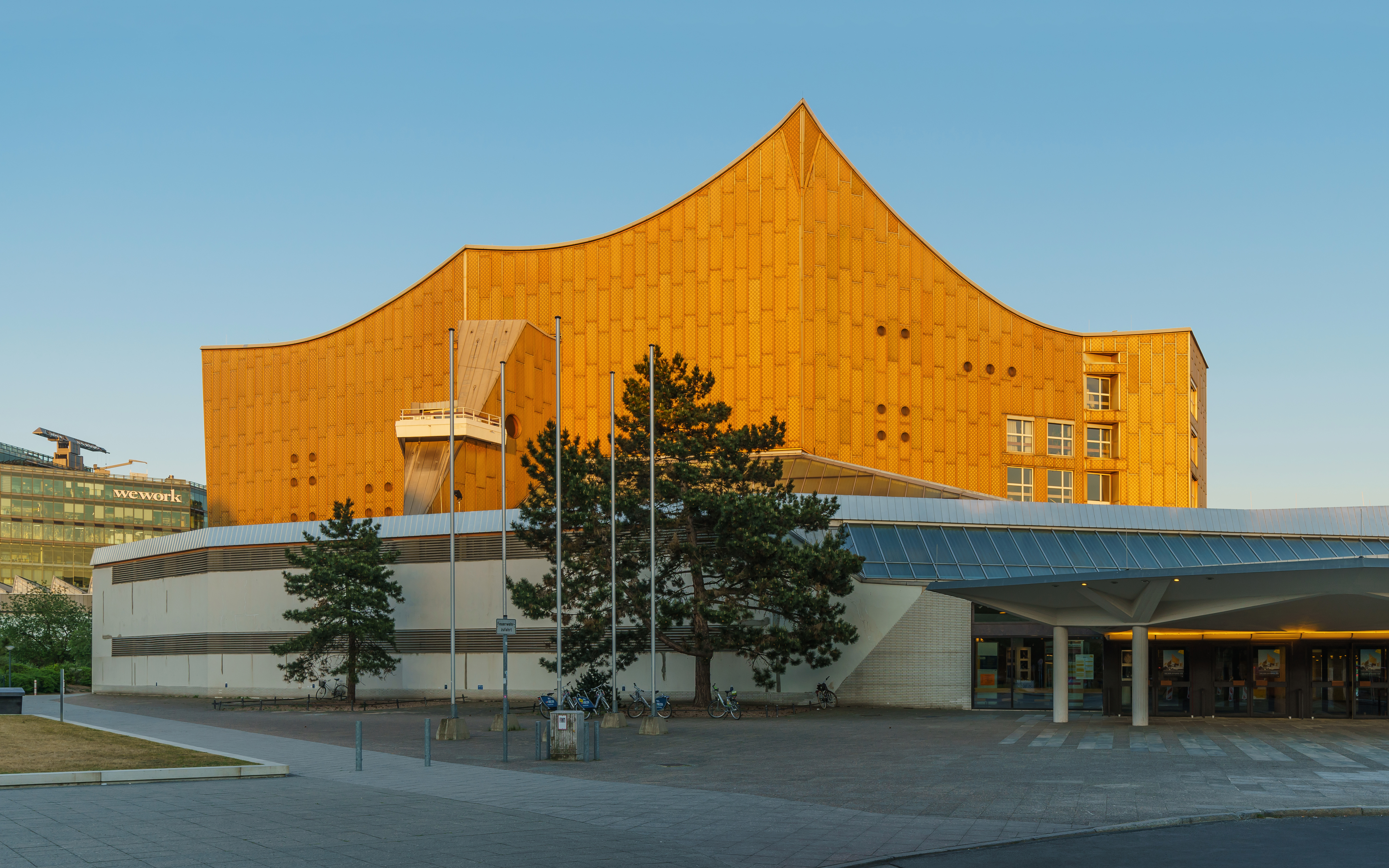
Berliner Philharmonie

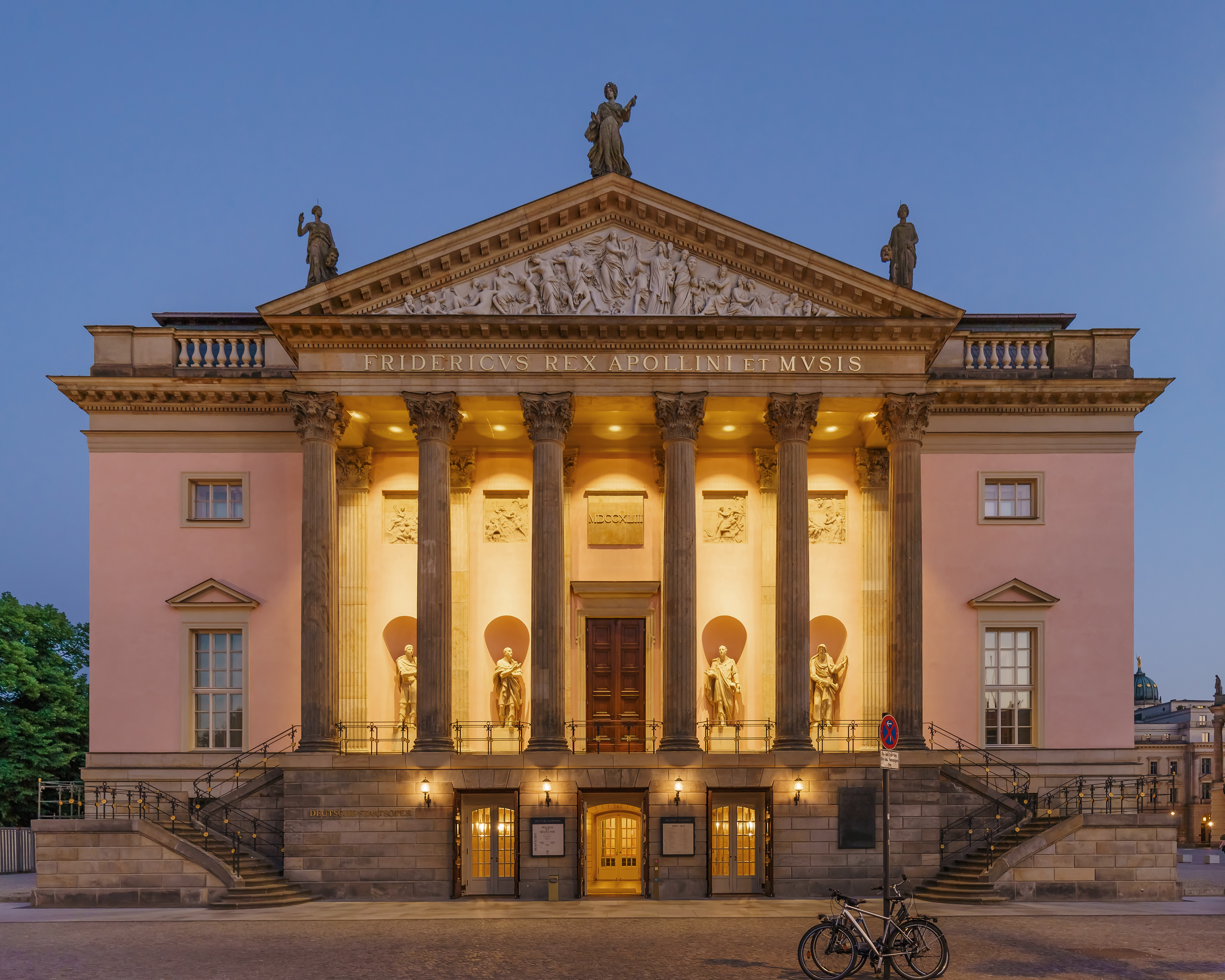
Staatsoper Unter den Linden

- Berliner Philharmoniker (dyr. muz. sir Kiriłł Pietrienko)
- Deutsches Symphonie-Orchester Berlin (dyr. muz. Robin Ticciati)
- Staatskapelle Berlin(inne języki) (dyr. muz. Daniel Barenboim)
- Rundfunk-Sinfonieorchester Berlin
- Konzerthausorchester Berlin(inne języki)
- Orchester Berliner Musikfreunde(inne języki) (amatorska)
- Akademie für Alte Musik Berlin(inne języki)

Chóry:
- Berliner Singakademie(inne języki)
- RIAS Kammerchor(inne języki)
- Philharmonischer Chor Berlin(inne języki)

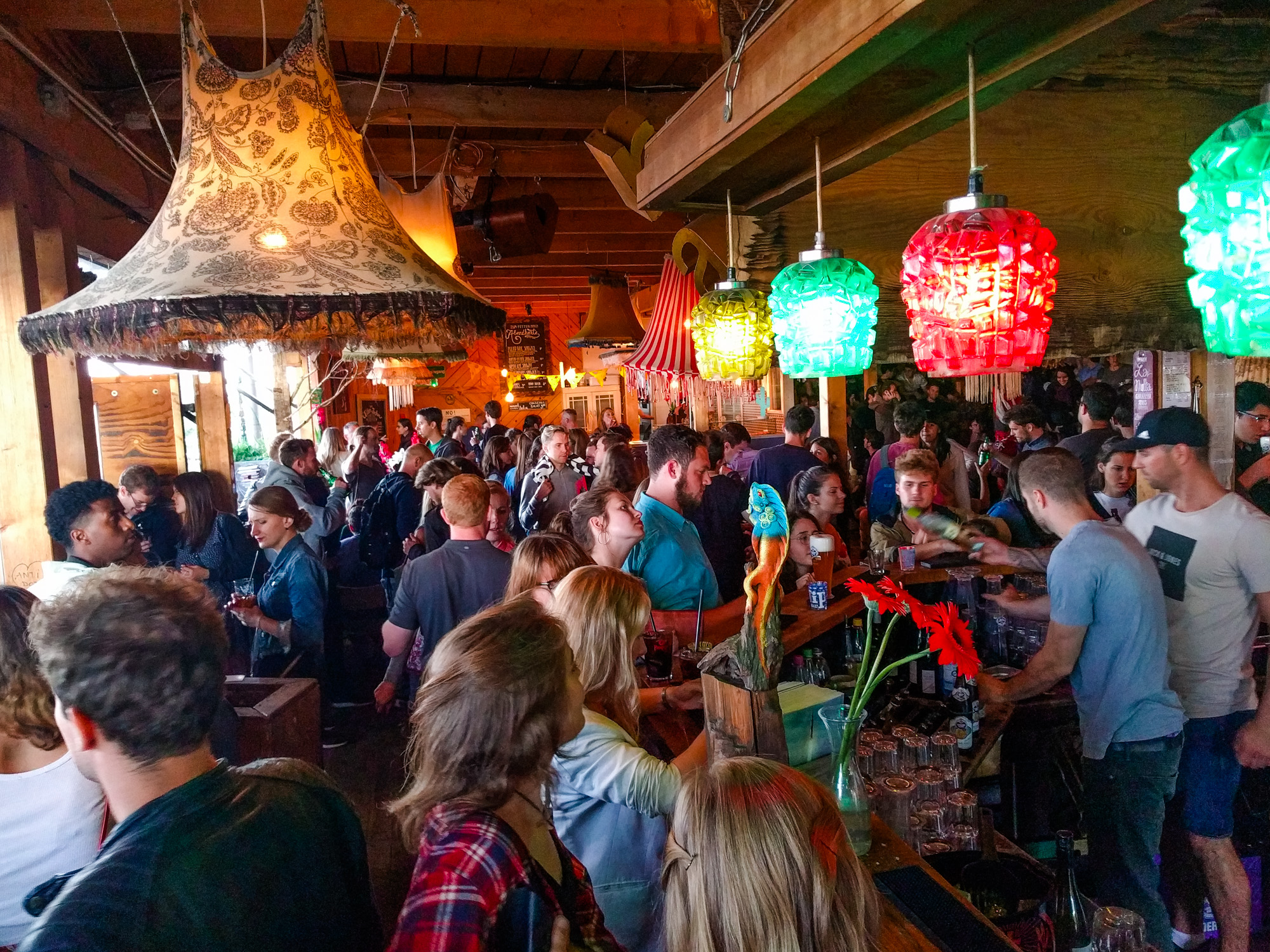
Klunkerkranich

- Rundfunkchor Berlin
- Studio-Chor Berlin(inne języki)

Dyskoteki (2019):
- Watergate
- Berghain
- Tresor
- Matrix
- Klunkerkranich
- SO36

### Teatry

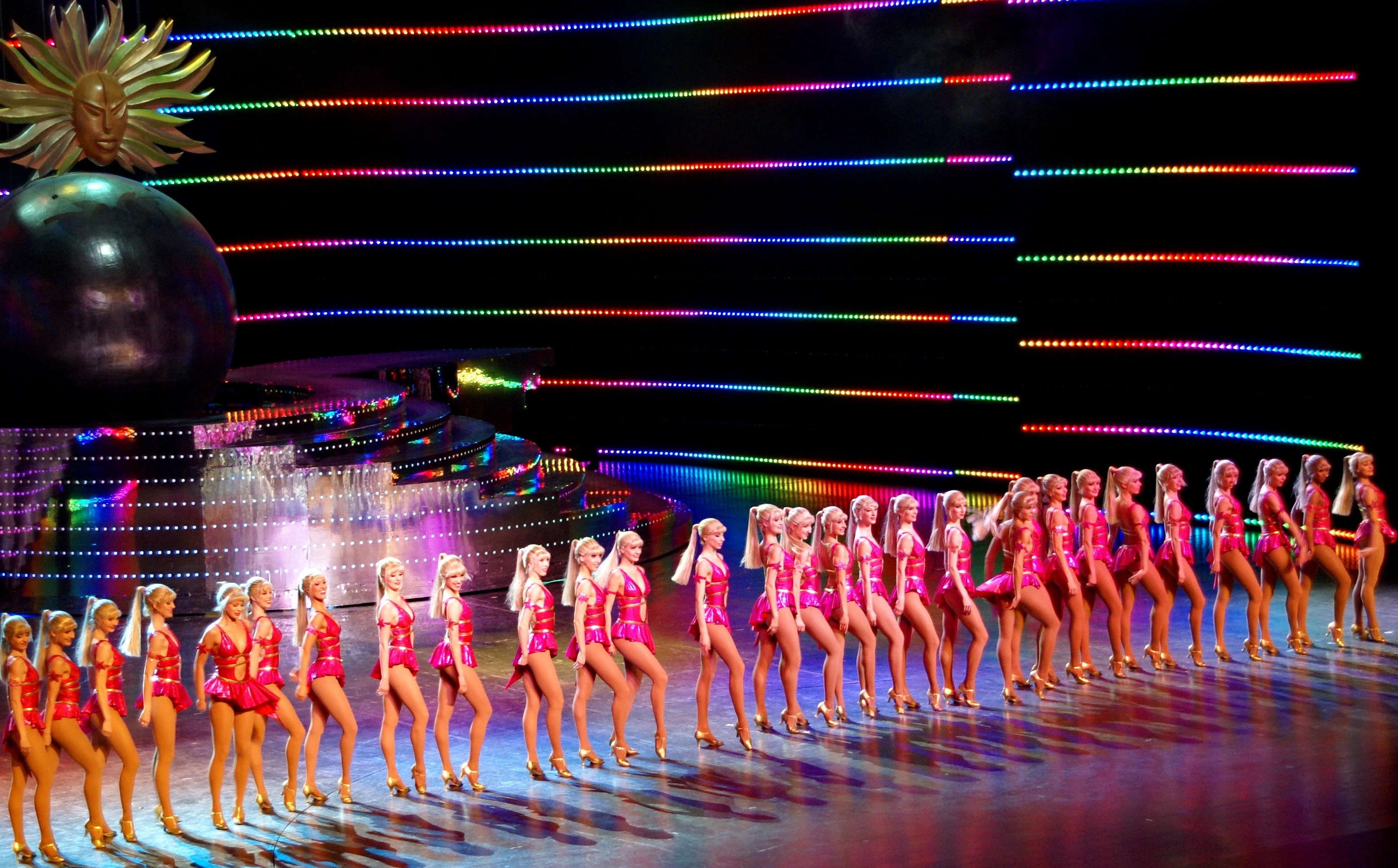
Friedrichstadt-Palast

- Schaubühne am Lehniner Platz(inne języki)
- Volksbühne(inne języki)
- Deutsches Theater(inne języki)
- Berliner Ensemble
- Theater des Westens(inne języki)
- Theater am Potsdamer Platz(inne języki)
- Friedrichstadt-Palast

### Muzea

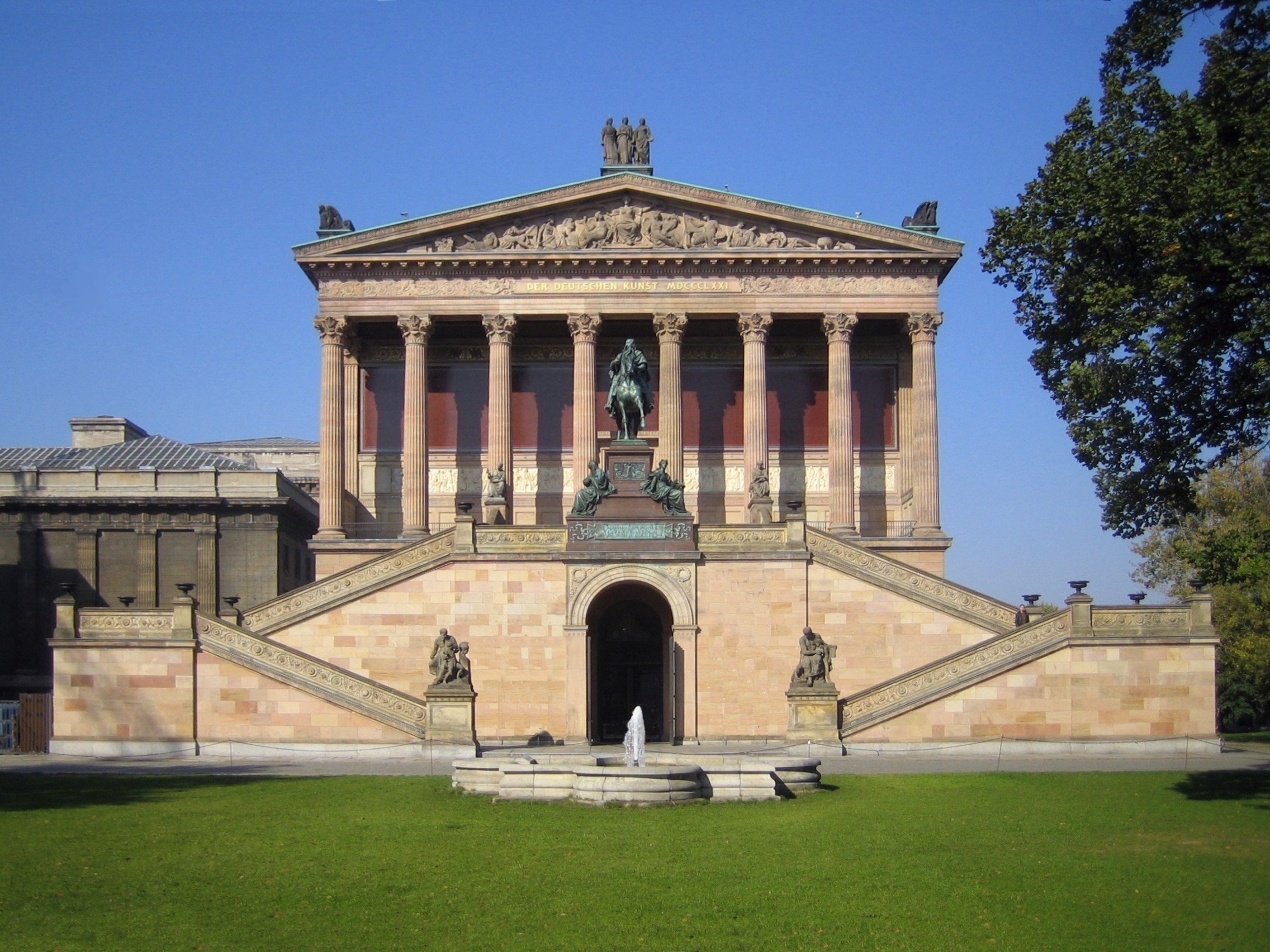
Stara Galeria Narodowa (Alte Nationalgalerie) na Wyspie Muzeów w formie świątyni rzymskiej

- Wyspa Muzeów: Muzeum Pergamońskie (Zbiory Sztuki Starożytnej, Muzeum Azji Przedniej, Muzeum Sztuki Islamskiej), Stare Muzeum (Muzeum Egipskie i Antikensammlung), Muzeum im. Bodego, Nowe Muzeum, Stara Galeria Narodowa
- Muzeum Żydowskie – zbiory poświęcone historii Żydów w słynnym budynku Dawida Libeskinda[46].
- Muzeum Historii Naturalnej w Berlinie
- Niemieckie Muzeum Techniki
- Nowa Galeria Narodowa (niem. Neue Nationalgalerie)
- Hamburger Bahnhof
- Futurium(inne języki)
- Niemieckie Muzeum Szpiegów

### Kuchnia

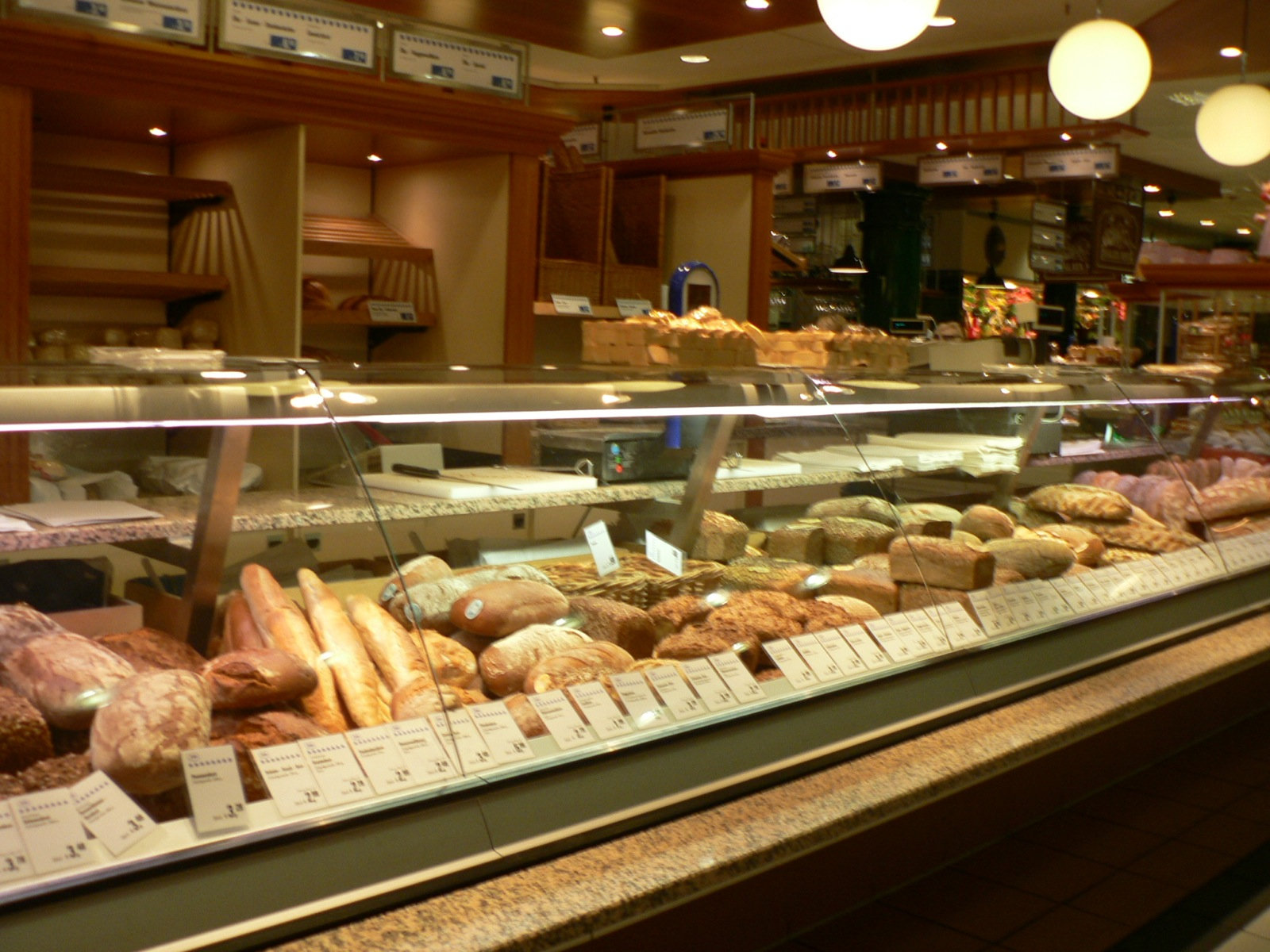
KaDeWe

Currywurst – tradycyjna niemiecka kiełbaska wieprzowa, grillowana i doprawiona znaczną ilością curry. Pokrojona w plasterki lub serwowana w całości. Niekiedy dodaje się do niej sos pomidorowy również doprawiony curry. Podaje się ją w towarzystwie frytek lub bułeczek na papierowych tackach.
Berliner Pfannkuchen – pączek podawany w czasie podwieczorku, zrobiony ze słodkiego ciasta drożdżowego, smażony na głębokim oleju. Nadziewany dżemem lub marmoladą. Tradycyjnie pojawia się na stołach w Sylwestra oraz w czasie karnawału.
Berliński Hackbraten, jest specjalnością z mielonego mięsa suto doprawionego czosnkiem, w wersji czosnkowej są tu również niemieckie Bratkartoffeln.
Döner kebab: W Niemczech döner kebab spopularyzowany został przez tureckich imigrantów w Berlinie na początku lat 70. XX wieku. To tam danie rozwinęło się ze swojej pierwotnej formy w charakterystyczną kanapkę z obfitą sałatką, warzywami i sosami, sprzedawanymi w dużych porcjach po przystępnych cenach.
Kaufhaus des Westens – luksusowy dom towarowy w Berlinie w dzielnicy Schöneberg. Jest drugim na świecie sprzedawcą żywności w jednym miejscu po tokijskim domu handlowym Takashimaya.

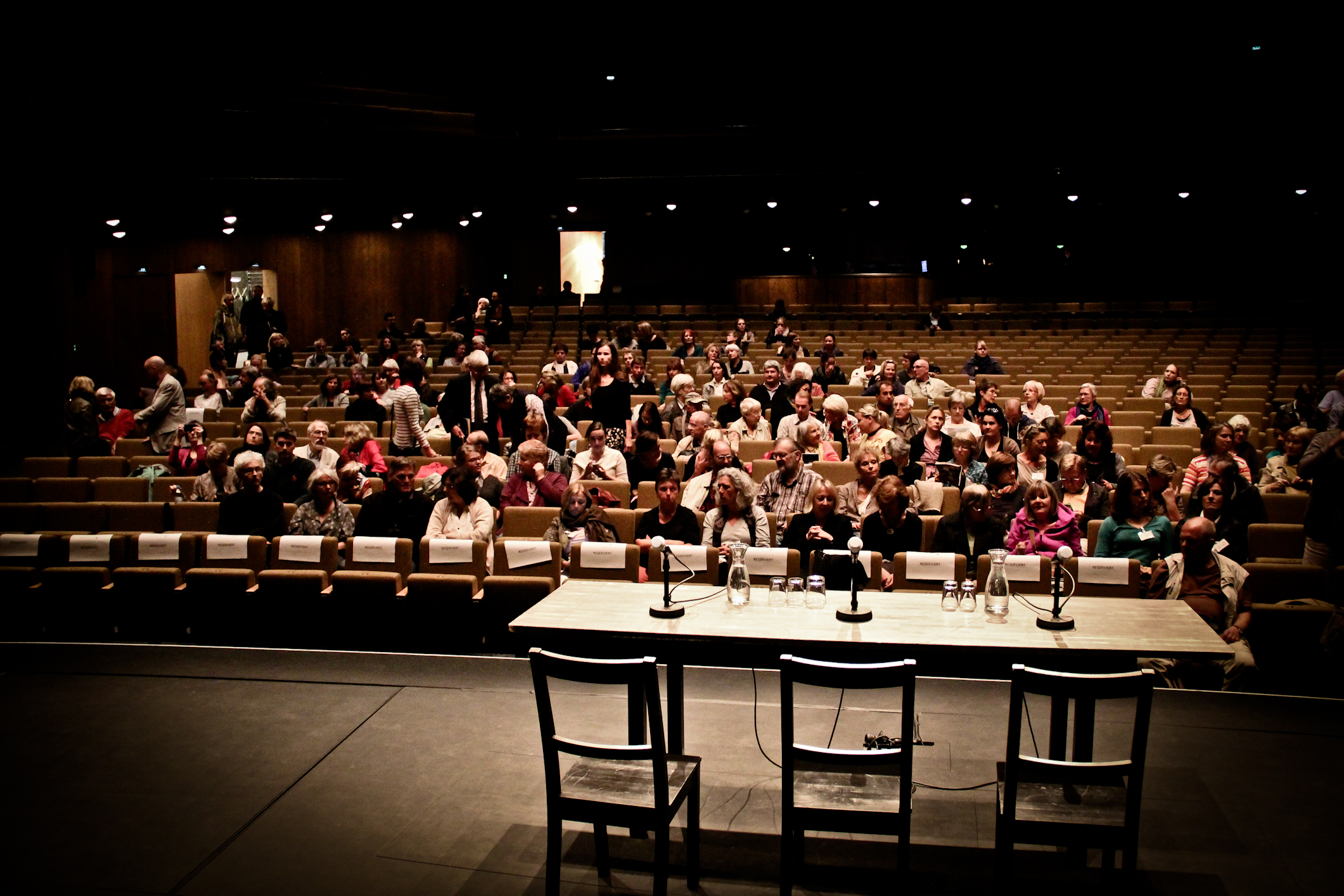
Internationales Literaturfestival Berlin

### Festiwale
- W Berlinie od 1989 do 2006 odbywała się (z przerwami w latach 2004–2005) największa na świecie impreza techno – Love Parade.
- Międzynarodowy Festiwal Filmowy w Berlinie (Berlinale) – jeden z najbardziej prestiżowych międzynarodowych festiwali filmowych w Europie i na świecie. Odbywa się corocznie w lutym. Pierwszy festiwal odbył się w 1951[49].
- Berlin Biennale (wł.: Berlin Biennale für zeitgenössische Kunst) – biennale sztuki współczesnej
- Internationales Literaturfestival Berlin(inne języki)
- Karneval der Kulturen(inne języki)
- Lollapalooza
- Jarmark świąteczny na Gendarmenmarkt

## Oświata

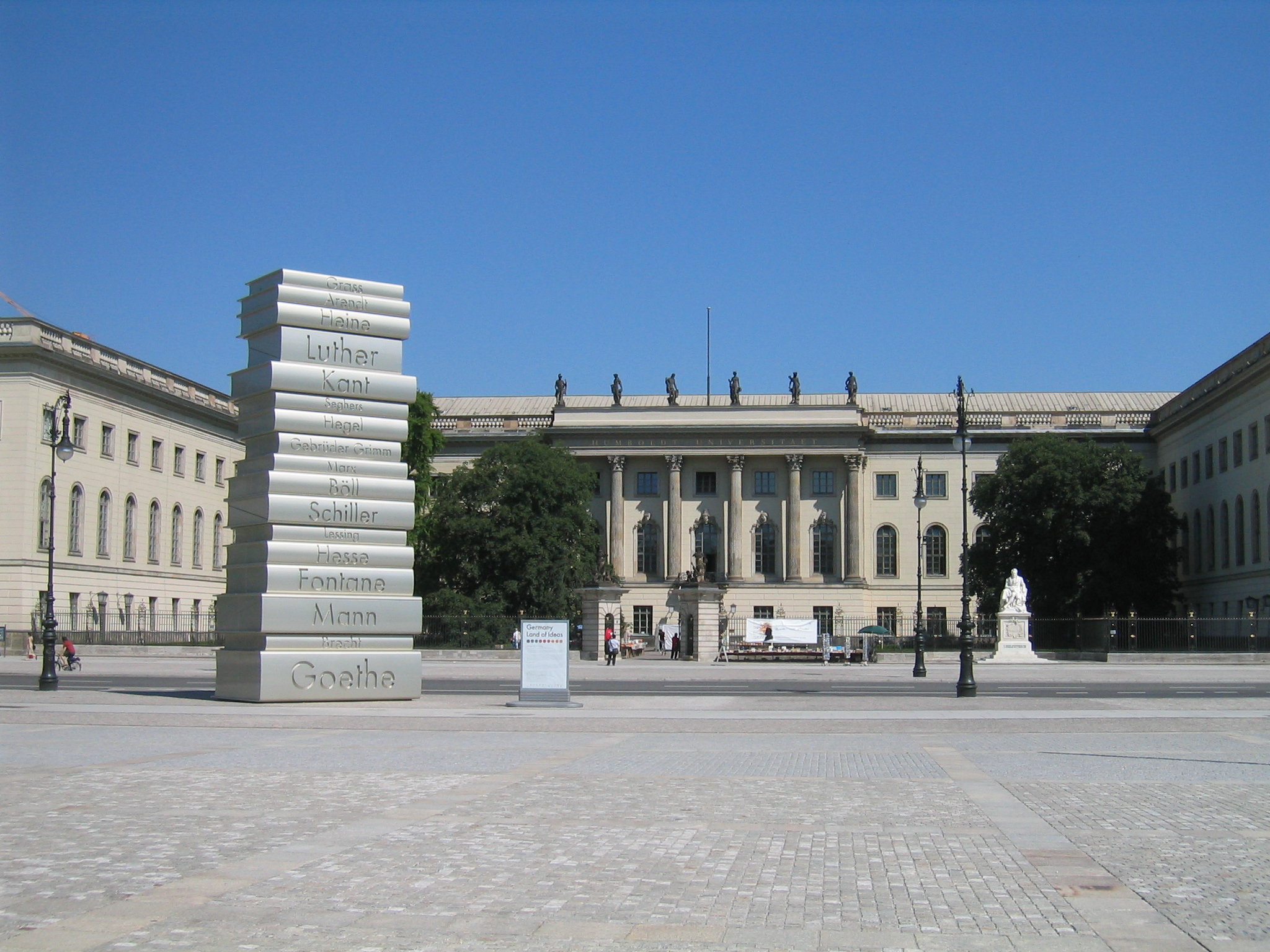
Uniwersytet Humboldtów

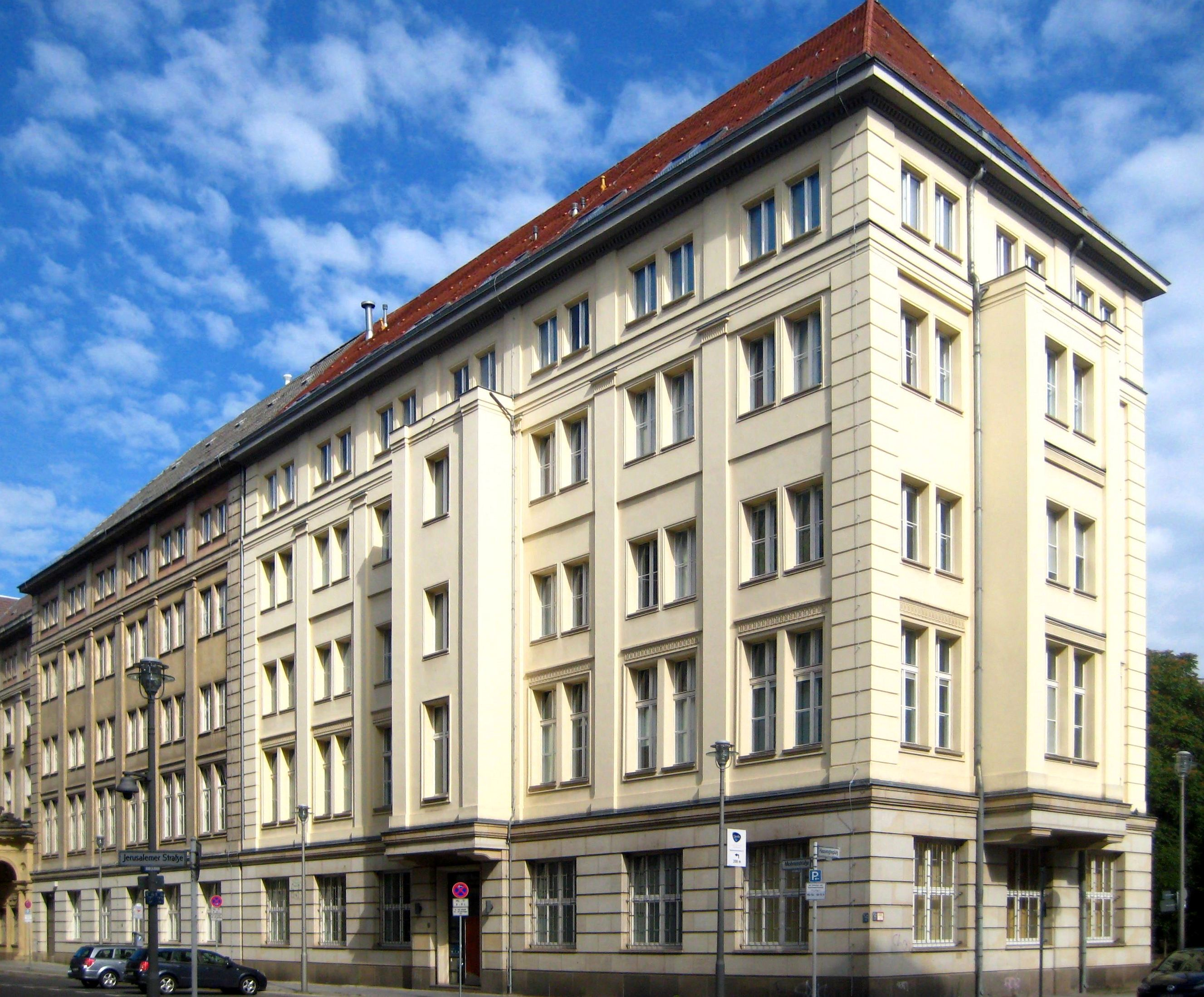
Międzynarodowa Unia Matematyczna

W Berlinie jest 40 szkół wyższych, które mają około 200 000 studentów (2021). Najważniejsze z nich to:
- Wolny Uniwersytet Berliński (Freie Universität Berlin) – około 35 000 studentów
- Uniwersytet Humboldtów w Berlinie (Humboldt-Universität zu Berlin) – około 35 000 studentów
- Uniwersytet Techniczny w Berlinie (Technische Universität Berlin) – około 30 000 studentów
- Berliński Uniwersytet Sztuk Pięknych(inne języki) (Universität der Künste Berlin) – około 4500 studentów
- Charité (Charité – Universitätsmedizin Berlin) – około 9000 studentów
- Wyższa Szkoła Techniki i Gospodarki w Berlinie (Hochschule für Technik und Wirtschaft Berlin(inne języki)) – około 14 000 studentów
- Berliner Hochschule für Technik(inne języki) – około 13 000 studentów
- Hochschule für Wirtschaft und Recht Berlin(inne języki) – około 11 000 studentów
- European School of Management and Technology
- Biblioteka Państwowa w Berlinie

Rada Europejskiego Instytutu Technologii i Innowacji (EIT) 16 grudnia 2009 wyznaczyła centra pierwszych trzech węzłów wiedzy i innowacji. Uczelnie z Berlina będą brać udział w pracach węzła informatycznego i węzła klimatycznego.

### Badania naukowe
- Towarzystwo Maxa Plancka
- Leibniz-Gemeinschaft(inne języki)
- Międzynarodowa Unia Matematyczna
- TU9 German Universities of Technology e. V.
- Berlińsko-Brandenburska Akademia Nauk
- Max-Delbrück-Centrum für Molekulare Medizin(inne języki)
- Robert Koch-Institut(inne języki)

| \| - 1901 Jacobus Henricus van ’t Hoff - 1901 Emil Adolf von Behring - 1902 Emil Fischer - 1902 Theodor Mommsen - 1905 Adolf von Baeyer - 1905 Robert Koch - 1907 Albert Abraham Michelson - 1907 Eduard Buchner - 1908 Paul Ehrlich - 1909 Karl Ferdinand Braun - 1910 Otto Wallach - 1910 Albrecht Kossel - 1910 Paul Heyse - 1911 Wilhelm Wien - 1914 Max von Laue - 1915 Richard Willstätter - 1918 Fritz Haber - 1918 Max Planck \| - 1920 Walther Nernst - 1921 Albert Einstein - 1925 Gustav Ludwig Hertz - 1925 James Franck - 1925 Richard Adolf Zsigmondy - 1928 Adolf Otto Reinhold Windaus - 1929 Hans von Euler-Chelpin - 1931 Otto Heinrich Warburg - 1932 Werner Heisenberg - 1933 Erwin Schrödinger - 1935 Hans Spemann - 1936 Peter Debye - 1939 Adolf Butenandt - 1944 Otto Hahn \| - 1950 Kurt Alder - 1950 Otto Diels - 1953 Fritz Albert Lipmann - 1953 Hans Adolf Krebs - 1954 Max Born - 1956 Walther Bothe - 1986 Ernst Ruska - 1991 Bert Sakmann - 1994 Reinhard Selten - 2007 Gerhard Ertl - 2009 Herta Müller - 2020 Emmanuelle Charpentier \| | | |
| - 1901 Jacobus Henricus van ’t Hoff - 1901 Emil Adolf von Behring - 1902 Emil Fischer - 1902 Theodor Mommsen - 1905 Adolf von Baeyer - 1905 Robert Koch - 1907 Albert Abraham Michelson - 1907 Eduard Buchner - 1908 Paul Ehrlich - 1909 Karl Ferdinand Braun - 1910 Otto Wallach - 1910 Albrecht Kossel - 1910 Paul Heyse - 1911 Wilhelm Wien - 1914 Max von Laue - 1915 Richard Willstätter - 1918 Fritz Haber - 1918 Max Planck | - 1920 Walther Nernst - 1921 Albert Einstein - 1925 Gustav Ludwig Hertz - 1925 James Franck - 1925 Richard Adolf Zsigmondy - 1928 Adolf Otto Reinhold Windaus - 1929 Hans von Euler-Chelpin - 1931 Otto Heinrich Warburg - 1932 Werner Heisenberg - 1933 Erwin Schrödinger - 1935 Hans Spemann - 1936 Peter Debye - 1939 Adolf Butenandt - 1944 Otto Hahn | - 1950 Kurt Alder - 1950 Otto Diels - 1953 Fritz Albert Lipmann - 1953 Hans Adolf Krebs - 1954 Max Born - 1956 Walther Bothe - 1986 Ernst Ruska - 1991 Bert Sakmann - 1994 Reinhard Selten - 2007 Gerhard Ertl - 2009 Herta Müller - 2020 Emmanuelle Charpentier |

## Sport

### Kluby sportowe
- Piłka nożna – Hertha BSC, 1. FC Union Berlin, FC Viktoria 1889 Berlin
- Hokej na lodzie – Eisbären Berlin
- Koszykówka – ALBA Berlin
- Piłka ręczna – Füchse Berlin
- Siatkówka – Berlin Recycling Volleys
- Piłka wodna – Wasserfreunde Spandau 04
- Lekkoatletyka – SCC Berlin

### Imprezy sportowe
W 1936 r. Berlin był gospodarzem Letnich Igrzysk Olimpijskich. 9 lipca 2006 na stadionie Olympiastadion Berlin odbył się Finał Mistrzostw Świata w Piłce nożnej pomiędzy Włochami a Francją.
W Berlinie odbywa się Maraton Berliński, który ze względu na wyniki w nim osiągane jest uznawany za „najszybszy” maraton świata. W 2009 r. miasto gościło lekkoatletyczne mistrzostwa świata.
Pierwszy sezon Formuły E składał się z jedenastu wyścigów, rozgrywanych w dziesięciu różnych miastach-gospodarzach. W stolicy Niemiec od 2021 r. odbywają się jedne z najważniejszych zawodów na kortach trawiastych. German Open – kobiecy turniej tenisowy kategorii WTA 500 zaliczany do cyklu WTA Tour.

## Przestępczość
W 2013 r. na terenie Berlina popełniono łącznie ponad 503 tys. przestępstw. Dość niebezpiecznym rejonem jest centralny kiez Regierungsviertel (dzielnica Mitte). To tutaj dochodziło najczęściej (w przeliczeniu na 1000 mieszk.) do kradzieży rowerów (w całym mieście zgłoszono ponad 26,5 tys. takich zdarzeń) oraz uszkodzeń mienia (w całym Berlinie – 43,5 tys.). W tym samym rejonie dochodziło także najczęściej do kradzieży w ogóle (w całym Berlinie – ponad 226 tys.). Samochody w stolicy Niemiec w roku 2013 kradzione były łącznie ponad 6,6 tys. razy, najczęściej w dzielnicy Halensee. Podpaleń odnotowano 973. Do uszkodzeń ciała dochodziło najczęściej w rejonie Kurfürstendamm (w całym Berlinie – 52,1 tys.). Naruszenia prawa związane z narkotykami odnotowano 13,3 tys. razy (najczęściej w kiezie Schillerpromenade oraz Südliche Luisenstadt). Policja odnotowała ponadto 11,5 tys. włamań do mieszkań i domów (najczęściej w dzielnicy Grunewald).

## Urodzeni w Berlinie

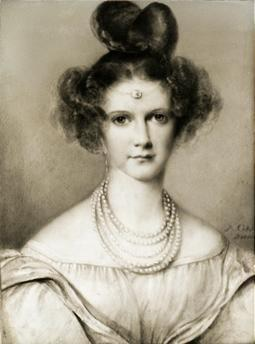
Eliza Radziwiłłówna

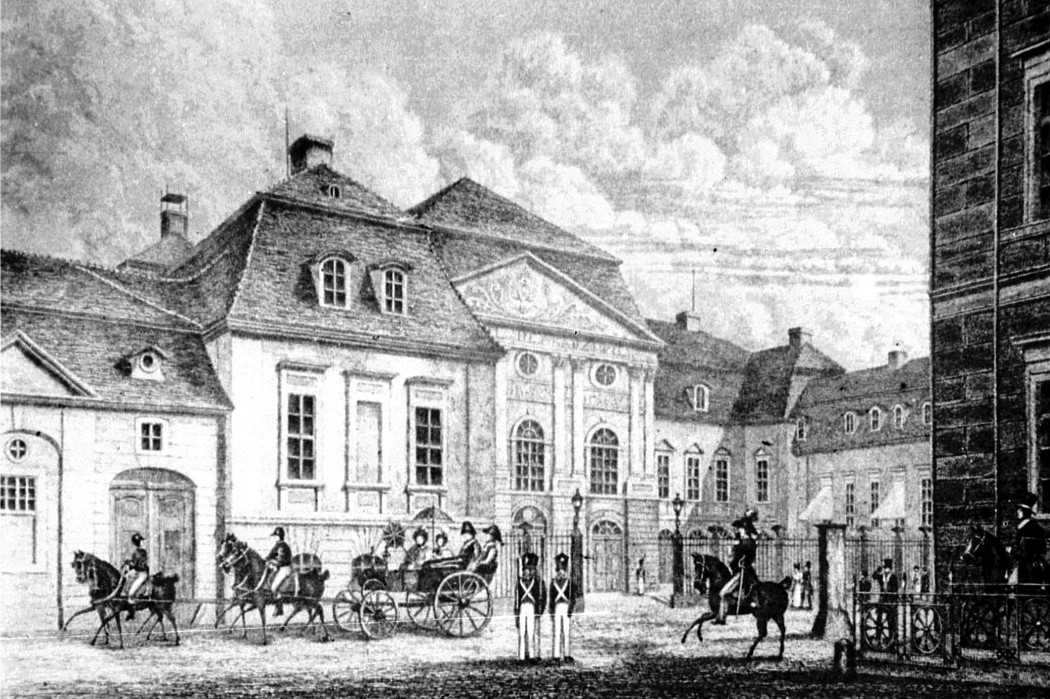
Pałac Radziwiłłów ok. 1830 (niezachowany)

- Maria Bińczyk – polska i niemiecka łyżwiarka figurowa
- Daniel Chmielewski – polski autor komiksów i rysownik
- Witold Conti – polski aktor
- Max Delbrück – amerykański genetyk, mikrobiolog, biofizyk pochodzenia niemieckiego
- Ludwik Geyer – polski przemysłowiec
- Stefan Glon – polski pięściarz
- Edwin Herbert – polski poeta i prozaik
- Franciszek Kęsy – polski salezjanin, błogosławiony Kościoła rzymskokatolickiego
- Henryk Klejne – polski kompozytor i pianista
- Roman Maciejewski – polski kompozytor
- Zygmunt Maciejewski – polski aktor
- Witold Majchrzycki – polski pięściarz
- Jan Maliński – polski pilot myśliwski
- Władysław Menka – polski pięściarz
- Gwidon Miklaszewski – polski rysownik-humorysta
- Paweł Nowacki – polski automatyk i elektrotechnik
- Jan Banaś – polski piłkarz, reprezentant Polski, mistrz Polski
- Jan Nowak-Jeziorański – polski polityk, politolog, dziennikarz
- Witold Ostrowski – polski działacz społeczny
- Antoni Pospieszalski – polski dziennikarz, eseista i filozof, cichociemny
- Vincent Rabiega – polski piłkarz
- Antoni Albrecht Wilhelm Radziwiłł – polski filantrop
- Ferdynand Radziwiłł – polski polityk
- Janusz Franciszek Radziwiłł – polski polityk konserwatywny
- Jerzy Fryderyk Radziwiłł – ordynat na Nieświeżu
- Karol Mikołaj Radziwiłł – rotmistrz kawalerii Wojska Polskiego
- Michał Radziwiłł Rudy – ordynat na Przygodzicach
- Stanisław Wilhelm Radziwiłł – rotmistrz kawalerii Wojska Polskiego
- Wilhelm Radziwiłł – ordynat na Nieświeżu, Polak-generał pruski
- Eliza Radziwiłłówna – polska szlachcianka
- Ewa Smal – polska montażystka filmowa
- Bernard Szczęsny – polski żołnierz podziemia, burmistrz Wejherowa
- Zbigniew Tilgner – polski lekkoatleta
- Paul Tremo – kuchmistrz na dworze króla Polski Stanisława Augusta Poniatowskiego

## Współpraca
Miejscowości partnerskie:
- Buenos Aires, Argentyna (1994)
- Bruksela, Belgia (1992)
- Budapeszt, Węgry (1992)
- Dżakarta, Indonezja 1994
- Kijów, Ukraina (2023)
- Londyn, Wielka Brytania (2000)
- Los Angeles, Stany Zjednoczone (1967)
- Madryt, Hiszpania (1988)
- Meksyk, Meksyk (1993)
- Moskwa, Rosja (1991) – partnerstwo aktualnie wstrzymane
- Paryż, Francja (1987)
- Pekin, Chiny (1994)
- Praga, Czechy (1995)
- Istambuł, Turcja (1989)
- Taszkent, Uzbekistan (1993)
- Tokio, Japonia (1994)
- Warszawa, Polska (1991)
- Windhuk, Namibia (2000)